# المحقق كونان
المحقق كونان (باليابانية: 名探偵コナン، تُنطق ميهتانتيه كۆنان أي المحقق العظيم كونان) وتُترجم رسميًا إلى المُحقق كونان هي سلسلة مانغا يابانية من تأليف ورسم غوشو أوياما حُوِّلت إلى مسلسل أنمي وحلقات أوفا وأفلام أنمي وألعاب فيديو ووسائط أخرى. بدأت المانغا في 18 يونيو عام 1994 وتحولت إلى مسلسل أنمي في 8 يناير 1996 في اليابان. واستمر إصدار الفصول حتى وصلت إلى أكثر من 1130 فصلٍ واضعةً المانغا الخاصة بالمحقق كونان في المرتبة الـ 21 في ترتيب المانغا الأكثر إصدارًا. فحققت المانغا نجاحًا باهرًا بعدما وصلت عدد النسخ المبيعة في اليابان إلى أكثر من 120 مليون نسخة. ففي 24 سبتمبر 2024 وصلت قائمة مجلدات المحقق كونان إلى الفصل 1133 من فصول السلسلة. تُنشر المانغا أسبوعيًّا في مجلة شونن سندي الأسبوعية منذ 18 يونيو 1994، ثم يتم إنتاج حلقات الأنمي الخاصة بها بواسطة استديو طوكيو موفي شينشا، ويُخرج الحلقات كينجي كوداما وياسويشيرو ياماموتو وتُعرض في اليابان على شبكة تلفزيون نيبون  وقناة يوميأوري وقناة أنيماكس.
أُذيعت الحلقة الأولى في 8 يناير 1996 وعرضت الحلقات بالتوالي إلى أن وصلت إلى أكثر من 1,164 حلقة، وبذلك يحتل المركز الخامس عشر في قائمة أكثر الأنميات من حيث عدد الحلقات. يتم عرض حلقة واحدة من الأنمي أسبوعيًّا على شبكة تلفزيون نيبون إلا في حالات عرض الأفلام فإنها قد تتأجل إلى أسبوعين أو أكثر. عمومًا، تبلغ مدة عرض كل حلقة حوالي 25 دقيقة، لكن في بعض الأحيان يعرض الاستديو بعض الحلقات الطويلة، والتي تعرف باسم (الحلقات الخاصة). وهي حلقات تتبع سلسلة قائمة حلقات المحقق كونان لكنها تمتاز بطول مدة عرضها، بحيث تتراوح ما بين 45 دقيقة إلى ساعتين من الزمن. ومنذ بداية عرض المحقق كونان على التلفاز في عام 1996، عُرِضَ حتى الآن ما يقارب 31 حلقة خاصة، كانت أول تلك الحلقات هي حلقة (الحلقة 11 - جريمة قتل سيمفونية ضوء القمر) والتي عُرِضَتْ بتاريخ 8 أبريل 1996، بينما آخره تلك الحلقات هي (الحلقة 928 - رحلة المدرسة القرمزية) والتي عُرِضَتْ بتاريخ 12 يناير 2019. كما بُني على السلسلة 28 فيلمًا، التي عادة لا يكتبها المؤلف ذاته (غوشو أوياما) بل هناك كتاب آخرون يشاركون في تأليف الفيلم؛ وأحيانًا يقتصر الفيلم الواحد على مؤلف واحد، ويتم الإعلان عنها سنوياً في شهر نوفمبر ويتم طرحها في شهر أبريل. اُفتتحت سلسلة الأفلام بصدور أولها بعنوان (العد التنازلي لناطحة السحاب) في 19 أبريل 1997، وبعدها تم إصدار باقي الأفلام بمعدل فيلم لكل عام، وكان آخر فيلم من سلسلة الأفلام قد صدر في 18 أبريل 2025 بعنوان (المحقق كونان: ومضات من الماضي). كما تم إصدار 12 حلقة فيديو قصيرة (OVA) تبلغ مدة عرض كل حلقة حوالي 25 دقيقة.
صدر حتى الآن 7 إصدارات من سلسلة الإصدارت الخاصة، كان ثانيها في عام 2007، حيث تم عرض حلقة خاصة بعنوان (المنظمة السوداء: التاريخ الأسود) والتي كانت حلقة تلخيصية أُنتجت كمقدمة لسلسلة حلقات (تصادم الأحمر والأسود)، ثم تم عرض حلقة (لوبين الثالث ضد المحقق كونان) في 27 مارس 2009. وفي 23 أبريل 2014، عُرضت حلقة (الهارب: كوغورو موري) أو كما يعرف أيضا (سنة جديدة سعيدة، كوغورو موري)، واحتفالًا بمرور 20 عامًا على قائمة مجلدات المحقق كونان، صدر في 26 ديسمبر 2014 الحلقة الخاصة (اختفاء كونان إيدوغاوا: أسوأ يومين في التاريخ). أما بالنسبة لحلقات الدراما، فقد تم عرض مسلسلين منفصلين، أولهم تمثلت بأربع حلقات دراما خاصة بالمحقق كونان (أي تمثيل الأنمي على شكل أفلام يشارك فيه ممثلون حقيقيون). فتم بث الدراما الأولى والثانية في سنة 2006 و2007، بينما الدراما الثالثة والرابعة تم بثها في السنة 2011 و2012. بينما ثاني سلسلة قد بدأت في 7 يوليو من عام 2011 وقد تم عرض 13 حلقة متتالية من دراما المحقق كونان أحداثها الزمنية تلي الدراما الثالثة و تنتهيي قبل الدراما الرابعة، واستمرت لغاية شهر 29 سبتمبر من نفس العام. تمت دبلجة الأنمي للغة العربية من قِبَل مركز الزهرة لأكثر من 18 سنة، منذ سنة 1998 إلى سنة 2024، عُرض لأول مرة على تلفزيون قطر، وقد وصلت الحلقات المُدبلجة إلى 597 (566 بالنّظام الياباني) من أصل 1,164 حلقة.
يُعتبر هذا العمل الفني إعادة إحياء لشخصية المحقق شارلوك هولمز بصورة عصرية في إطار أحداث تتسم بالجريمة والغموض المثار حولها إلى جانب القليل من الرومانسية. كما أن العمل الفني ينقل وبشكل واضح للمشاهدين الثقافة والحياة العصرية في اليابان، ويظهر ذلك بوضوح في الأفلام. تميز المؤلف غوشو أوياما في سرد أحداث المسلسل وربط حلقاته دون انفراط لمدة تكثر عن العشرين سنة من خلال المانغا، كما نجح كاتسوؤو أونو المؤلف الموسيقي في دعم القصة من خلال الموسيقى التصويرية والأغاني لبدايات ونهايات الحلقات والأفلام.

## القصة

بطل الأنمي طالب الثانوية العامة سينشي كودو.

تبدأ القصة بظهور الشخصية الرئيسية سينشي كودو ذو السبعة عشر عامًا، وهو طالب في المدرسة الثانوية ومتحرٍ يساعد الشرطة والمفتش ميغوري في حل بعض القضايا، مشهور بذكائه وعبقريته التي تُفاجئ الجميع باستنتاجات تخالف التوقعات. وفي يوم من أيام العطلة خرج مع صديقة طفولته ران موري إلى مدينة الملاهي، وحدثت جريمة قتل داخل الأفعوانية وحلها كالعادة بذكائه ومهارته، وبينما كانوا هناك لمح سينشي كودو رجلًا ذو ملابس سوداء يقوم بعملية ابتزاز. فأراد معرفة القصة، فما لبث إلا أن ضُرب من الخلف وسقط مغشيًا عليه، ومن ثم أُجبر على تناول عقار جديد، لم يستخدم من قبل إلا على الفئران وظن الرجل ذو اللباس الأسود أنه سيقتله ولن يترك فيه أثرًا للتسمم لكن العقار السام تسبب في تقلص جسده ليصبح فتًى في السابعة من عمره. تلك الحادثة التي وقعت في مدينة الملاهي تسببت بولادة بطل المسلسل كونان إدوغاوا وتغير حياة سينشي كودو.
وعندما كان في منزله مع هيروشي أغاسا دخلت صديقته ران موري لتسأل عن سينشي، فلمحت كونان وسألته عن اسمه فأجابها بـ كونان إدوغاوا. وسبب اختيار سينشي لاسم كونان، يرجع إلى حبه الشديد لشخصية شرلوك هولمز للمؤلف آرثر كونان دويل، بينما اسم إيدوجاوا أتى من اسم الناقد الياباني وكاتب روايات التحري والغموض إيدوغاوا رانبو. قرر كونان أن يعيش مع ران في منزل والدها كوغورو موري الذي يمتلك وكالة تحريات خاصة، ليتسنى له معرفة المزيد عن هذه المنظمة. فدخل مدرسة تيتان الابتدائية وأصبح عضوًا في فريق المحققين الصغار.

عملية اغتيال المنظمة لسينشي كودو ليصبح كونان إدوغاوا.

لاحقًا، تظهر شخصية جديدة، ألا وهي شيهو ميانو، ولقبها هايبارا وهي باحثة كيميائية وعضوة سابقة مع المنظمة السوداء، وهي التي قامت بتطوير العقار المحقق كونان والذي تسبب في تقلص سينشي- ولكنها تمردت بسبب قتل المنظمة لأختها أكيمي ميانو. ثم تتوالى الأحداث ويصبح كونان في صف مكتب التحقيقات الفيدرالي بعد أن ساعد العميلة جودي ستارلينغ في البحث عن المنظمة وفي تخليصها من فخ عضوة المنظمة السوداء بلموت. فأمسكوا بإحدى أفراد المنظمة السوداء اسمها ميزوناشي رينا ولقبها «كير»، لكن تبين لهم أنها عميلة للـ وكالة المخابرات المركزية. فتعقد اتفاقًا مع شويتشي أكاي بأن تزود مكتب التحقيقات الفيدرالي بالمعلومات، في مقابل مساعدتها مرة أخرى في دخول المنظمة وحماية أخيها الصغير إيسوكي هوندو من خطر المنظمة بوضعه تحت برنامج حماية الشهود.
لم تعد المنظمة السوداء واثقة من ميزوناشي رينا بعد خطفها من قبل مكتب التحقيقات الفيدرالي، فأرادت التأكد من ولائها التام لها. فأجبرها جين على ترتيب لقاء مع شويتشي أكاي تخبره أنها تريد أن تكشف أسرار المنظمة، وتستغل تواجده وحيدًا لتقتله. بالفعل حدث ما خطط له جين، وتم القضاء على شويتشي أكاي، ولا يعلم حقيقة هذا الحادث لغاية الآن هل هو مدبر بين شويتشي أكاي وميزوناشي رينا من قبل، أم أنها صدفة وأنه قتل بسبب خطة جين. وللتأكد أكثر استعانت المنظمة السوداء بعميلها بوربون. فقام بالتنكر بشكل أكاي مع حرق في وجهه بمساعدة بلموت للتأكد من موت أكاي عن طريق ردة فعل زملائه وأصدقائه المقربين، أيضا قام بوربون بالعمل كنادل في المقهى الواقع تحت وكالة كوغورو موري للتحريات التأكد من موت شويتشي أكاي. لكن بمساعدة كونان إدوغاوا والدكتور هيروشي أغاسا، تم تلفيق عملية قتل أكاي ولم يعرف بذلك أحد، وتنكر أكاي بشخصية سوبارو أوكيا.
مرة أخرى تظهر شخصية جديدة، ماسومي سيرا وهي أخت عميل الـ مكتب التحقيقات الفيدرالي شويتشي أكاي. تحاول ماسومي سيرا أن تبحث عن أخيها لكنها تصطدم ببوربون عضو المنظمة السوداء الذي ساوره الشك عند رؤيتها. وبالصدفة علم بوربون بمكان وجود هايبارا، وحاولت المنظمة السوداء قتلها بعدما علمت أنها متواجدة في القطار السريع، وبمساعدة والدة سينشي يوكيكو كودو وكايتو كيد الذي كان مستقلًّا للقطار آنذاك، استطاعت هايبارا الهروب من قبضة أفراد المنظمة السوداء الذين توهموا أنها توفيت بانفجار القطار لكنها كانت مختبئة ولم يصبها أي مكروه. استمر بوربون بالتأكد من موت أكاي، وكان قريباً من كشف خطة أكاي، لكن منعه كونان من كشف تنكره. في المقابل، استطاع كونان من كشف حقيقته من خلال ردة فعله اتجاه كلمة (زيرو) والتي أثارت شكوكه، إلى أن وصل أنه جاسوس قد اخترق المنظمة السوداء بالاسم الرمزي بوربون، وهو في الحقيقة من الشرطة السرية اليابانية واسمه الحقيقي ري فورويا. استمر ري فورويا في تحقيقه في مقتل شويتشي أكاي عضو مكتب التحقيقات الفيدرالي، حيث راودته بعض الشكوك جراء عملية اغتياله من قبل ميزوناشي رينا، وكان يهدف للتقرب أكثر فأكثر من زعيم المنظمة السوداء. استطاع بوربون من كشف حقيقة شويتشي أكاي، وكشف ملابسات قتله وتنكره بشخصية سوبارو أوكيا، لكن بفضل خطة محكمة وضعها كونان بمشاركة أبويه يوساكو كودو ويوكيكو كودو (حيث قام والده بالتنكر بزي يوساكو كودو بينما قامت والدته بتجهيز عدة التنكر)، وتلاقي يوساكو كودو الذي كان متنكراً بشخصية شويتشي أكاي مع ري فورويا في منزل، واستطاع ان يحمي شخصية شويتشي أكاي الحقيقة، في الوقت الذي كنا آكاي يخلص أصدقائه في مكتب التحقيقات الفيدرالي من مطاردة مكتب الأمن العام لهم. سمح كونان لشويتشي أكاي من التحدث مع ري فورويا على الهاتف لإثبات براءة من التنكر بشخصية، إلا أن المحادثة أخذت مساراً مختلفاً تماماً، حينما أعتذر شويتشي أكاي لري فورويا عن حادثة انتحار زميله سكوتش في مكتب الأمن العام أثناء تسلله للمنظمة.

## الشخصيات
ظهرت أكثر من 20 شخصية رئيسية في المسلسل، فبالإضافة إلى كونان إدوغاوا وسينشي كودو وران موري وكوغورو موري، ظهر العديد من الشخصيات البارزة الأخرى مثل (إيري كيساكي والدة ران موري، يوساكو كودو ويوكيكو كودو والدا سينشي كودو، متحري الغرب هيجي هاتوري وصديقته كازوها توياما، البرفيسور هيروشي أغاسا، آي هايبرا، وفريق المتحرين الصغار، وسونوكو سوزوكي زميلة ران موري، سوبارو أوكيا وماسومي سيرا). أيضاً ظهرت العديد من الشخصيات الجوهرية مثل أفراد المنظمة السوداء (جين وفودكا وبلموت وكيانتي وكورن وكير وبوربون)، وأفراد شرطة العاصمة طوكيو (المفتش ميغوري، واتارو تاكاجي، ميواكو ساتو، يومي، شيراتوري، تشيبا)، وري فورويا عميل الشرطة السرية، بالإضافة وعملاء مكتب التحقيقات الفيدرالي أمثال: جيمس بلاك وشويتشي أكاي وجودي ستارلينغ وأندريه كاميل، وهيديمي هوندو عميلة وكالة المخابرات المركزية، واللص الطائر كايتو كيد وغيرهم.

كونان إدوغاوا، تم اختيار هذا الاسم نظراً لحب سينشي الشديد لشخصية شرلوك هولمز.

### الشخصيات الأساسية
- كونان إدوغاوا (باليابانية: 江戸川 コナン، بالروماجي: Edogawa Konan) [د]: هو سينشي كودو بعدما تقلص حجمه إِثْرَ تناوله العقار السام المعروف باسم عقار APTX4869. يظهر بمظهر طفل في السابعة من العمر ولكن عقله لم يتأثر ومازال ذكاؤه ذكاء سينشي كودو محقق الثانوية. يخفي هويته الحقيقية كي لا تكتشف المنظمة السوداء أنه ما زال على قيد الحياة، فيحاولون التخلص منه ومن أصدقائه من حوله. يعيش مع ران ووالدها كوغورو موري في وكالة التحريات بهدف جمع معلومات عن المنظمة السوداء محاولاً الوصول إليهم.[55] أطلق سينشي اسم كونان على نفسه في عجلة من أمره عندما سألته ران عن اسمه، ولكنه اختار الاسم نظرًا لحبه الشديد لشخصية شرلوك هولمز للمؤلف الإسكتلندي السير آرثر كونان دويل.[56] بعد انتقاله للعيش مع ران التحق بمدرسة تيتان الابتدائية، وأصبح عضوًا في فريق المتحرين الصغار. لم يثنه تقلصه عن التحقيق وحل الجرائم، بل كان يكشف غموض الجرائم في معظم الأحيان مستخدمًا صوت كوغورو موري بعد تنويمه بواسطة الساعة المخدرة وربطة العنق.
- سينشي كودو (باليابانية: 工藤新一، بالروماجي: Kudo Shinichi): أو سينشي كودو بالدبلجة العربية، هو الابن الوحيد لعائلة كودو الغنية، ذو السبعة عشر عامًا. طالب في مدرسة تيتان الثانوية وهو محقق مشهور في اليابان، يتخذ من شرلوك هولمز مثل له ويتمنى أن يكون شرلوك هولمز عصره. ولهذا فهو يحب آرثر كونان دويل كاتب روايات شرلوك هولمز ويحب قراءة ما يكتبه والده من روايات بوليسية. يمتلك الذكاء والثقة بالنفس ومهارة عالية جدًّا وفي لعب كرة القدم، وأيضا يجيد استخدام السلاح. صديقة طفولته هي ران موري.[57]

ران موري صديقة سينشي كودو منذ الطفولة.

- ران موري (باليابانية: 毛利 蘭، بالروماجي: Ran Mouri): ذات السبعة عشر عامًا، هي صديقة طفولة سينشي كودو (مخطوبته في الدبلجة العربية)، وتعتبر نفسها الأخت الكبرى لكونان. هي فتاة جميلة وذكية وحساسة وتحب سينشي كثيرًا، وتعتني بوالدها كوغورو موري بعد انفصاله عن والدتها إيري كيساكي.[58] ومنذ ذلك الحين وهي تحاول جاهدة أن تصلح علاقة والديها. وبعد قدوم كونان للإقامة معهم أصبحت أكثر ثقة بنفسها. تقوم برعاية كونان الصغير بعد أن أخبرها الدكتور أغاسا بأن أهله في سفر طويل.[59]
- كوغورو موري (باليابانية: 毛利 小五郎، بالروماجي: Mouri Kogoro): أو توغو موري بالدبلجة العربية. هو شرطي سابق، يبلغ من العمر 40 عامًا، استقال من قطاع الشرطة إثر إطلاقه النار –مضطرًا- على زوجته إيري كيساكي لإنقاذها من المجرم الذي اختطفها كرهينة[60] هو ليس بالمتحرٍّ المتميز وخبرته في ذلك المجال ضئيلة جدًا، وكاد أن يفقد عمله بعد تناقص زبائنه إلى أن جاء كونان للعيش عنده لتبدأ القضايا بالانتعاش ويكثر زبائنه، فذاع صيته بشكل هائل وأصبح معروفًا في أرجاء اليابان بلقب المحقق النائم.[61]

المتحري الشهير كوغورو موري.

### الشخصيات الثانوية
- سونوكو سوزوكي (باليابانية: 鈴木 園子، بالروماجي: sonoko suzuki): [ه] هي فتاة ذات 17 عامًا تعيش مع والدها، وهي تنحدر من عائلة سوزوكي الغنية. وهي فتاة لطيفة وصديقة ران موري المقربة فتتواجد معها دائمًا، شخصيتها متناقضة يغلب عليها الحمق والتسرع وكثرة الوقوع بالمشاكل. لها عدد من المساهمات في كشف بعض القضايا، فيستخدمها كونان كبديل للمحقق كوغورو موري في حال غيابه. حاولت كثيرًا للظفر بأحد الشباب ولكن كل محاولاتها باءت بالفشل ما عدا محاولة واحدة وقد تكللت بالنجاح وهي قصة حبها مع كيوغوكو. أيضًا هي معجبة كايتو كيد بكثرة.[62]
- هيروشي أغاسا: (باليابانية: 阿笠 博士، بالروماجي: Hiroshi Agasa) هو جار سينشي كودو (كونان) وقريبه، وهو مخترع أعزب يبلغ من العمر 53 عامًا.[63] وهو أول شخص أفصح له سينشي كودو بهويته بعدما تقلص بفعل عقار المنظمة السوداء، ونصحه الدكتور اغاسا بإبقاء الأمر سرًّا لمصلحة المقربين من حوله. اخترع لكونان اختراعات تساعده على حل الجرائم تعوضه عن القوة التي فقدها قبل أن يتقلص. كان يعيش في منزله وحده إلى أن ظهرت آي هايبرا مخترعة عقار APTX4869 التي هربت من قبضة المنظمة السوداء، فاعتنى بها وفتح لها باب منزله مُرحِّبًا بها وتبناها فأصبح الوصي القانوني عليها.[64]

فريق المتحرين الصغار

- يوساكو كودو (باليابانية: 工藤 優作، بالروماجي: Kudō Yūsaku): هو والد سينشي كودو. وهو كاتب قصص وروايات بولسية ويعتبر أكثر ذكاء من ولده وقد ساهم في حل الكثير من القضايا. أول ظهور له كان في الحلقة 43 (اختطاف كونان إدوغاوا)، وهو مقيم في نيويورك في الولايات المتحدة الأمريكية. ساهم في حل قضايا عجز عنها ولده كما أن كونان من أحد قراء قصص والده ومن أشهرها رجل الظل والعديد من القصص الأخرى. زوجته هي الممثلة المشهورة يوكيكو كودو.
- يوكيكو كودو (باليابانية: 工藤 有希子، بالروماجي: Kudō Yukiko): هي والدة سينشي كودو. اسمها الحقيقي هو يوكيكو فوجياما، وتعمل كممثلة وتجيد فن التنكر هي وبلموت وقد تعلما فن التنكر من والد كايتو كيد. تعيش مع زوجها يوساكو كودو في لوس أنجلوس. في الحلقة 43 (اختطاف كونان إدوغاوا)، قامت بلعب دور فوميو إيدوجاوا حتى تكتم شخصية ابنها وتمنع ران من معرفة الحقيقة بعدما روى لها الدكتور أغاسا قصة ابنها سينشي مع المنظمة السوداء.[65] وهي صديقة إيري كيساكي أم ران.
- إيري كيساكي (باليابانية: 妃英理، بالروماجي: Kisaki Eri): هي محامية لامعة في مجالها ذكية ومحبوبة وهي أم ران وهي زوجة كوغورو موري وصديقة طفولته، انفصلت عنه عندما كانت ران في السابعة، بعد أن أطلق عليها النار «مرغماً» ولكن السبب الحقيقي هو لأن بعد تلك الحادثة طبخت إيري كيساكي الطعام متحملة ألم قدمها الذي سببه كوغورو وأخبرها كوغورو بعصبية أن طبخها سيئ جداً. لكنها ما زالت تحب كوغورو موري وترتدي خاتم الزواج ودائما تنكر ذلك وماتزال وتأتي لزيارة منزل كوغورو بين فترة وأخرى لزيارة ابنتها الوحيدة ويشتد النقاش والجدال بينها وبين كوغورو حول أتفه المواضيع تحاول ران جاهدة أن تجمعهما مجدداً ولكنها تفشل كل مرة. لديها خبرة في الجودو والكاراتيه وعمرها 37 سنة.
- هيجي هاتوري (باليابانية: 服部 平次، بالروماجي: Hattori Heiji): هو صديق مقرب لسينشي كودو. يبلغ من العمر 17 سنه، وهو طالب في المرحلة الثانوية ويعمل أيضاً كمتحرٍ خاص. يعيش في مدينة أوساكا الواقعة غربيّ اليابان ويلقب بـ «متحري الغرب» يتميز هيجي بقدرته الفائقة علي الملاحظة والاستنتاج بالإضافة إلي سرعة البديهة كما يتميز ببشرته الداكنة الملفتة للنظر التي ورثها عن جده، اكتسب قدرته على الاستنتاج ومهارته في فنون "الكيندو[و]" من والده هيزو هاتوري الذي يعمل رئيساً لشرطة أوساكا. ترافقه صديقة طفولته كازوها توياما. وهو ماهر برياضة الكيندو ويحب رياضة البيسبول. يخطئ دائما عندما يتحدث إلى كونان فيقول «كودو» ولكن دائما كونان ينقذ الموقف كان في البداية يبحث عن سينشي كودو ليتحداه ولكنه بعد أن اكتشف ان سينشي كودو وكونان إدوغاوا شخصية واحدة وعرف قصته مع المنظمة السوداء قرر أن يساعده ويظهر هذا علي مدار الأنمي كما أنه أصبح صديق سينشي المقرب، هيجي هاتوري متحري الغرب الذكي صاحب الاستنتاجات السريعة التي يؤكدها باستخدام الواقع وكشف المجرم لنفسه، شاب متفهم واثق من نفسه يعشق التحدي وهذا ما يساعده في التحري يحب الاعتماد على نفسه في حل القضايا إلا أن كازوها دائما ماتقارنه بسينشي كودو فيسارع قبل مجيء كونان بحل القضية في فترة زمنية قصيرة للغاية.
- كازوها توياما (باليابانية: 遠山和葉، بالروماجي: Tōyama Kazuha): هي صديقة طفولة هيجي هاتوري صديق كونان وتعيش في مدينة أوساكا الواقعة غرب اليابان. تبلغ من العمر 17 سنة وتدرس في المرحلة الثانوية، تحب هيجي وتغار عليه كثيرا ولكنهما لبعضهما حتى الآن وعلى الرغم من ذلك فهما يتشاجران دائمًا. والدها هو جينشيرو توياما وهو أحد رجال شرطة أوساكا. ظهرت للمرة الأولى في الحلقة 118. كازوها لديها صديقات في أوساكا (المنطقة التي تسكن فيها) وكذلك لديها صديقات من طوكيو وهن ران موري وسونوكو سوزوكي وتلتقي بهما عندما تسافر إلى طوكيو أو عندما تزوران مدينة أوساكا.

### فريق المتحرين الصغار
فريق المتحرين الصغار (باليابانية: 少年探偵団، بالإنجليزية: Detective Boys) هم أصدقاء كونان (يوشيدا أيومي، تسوبورايا ميتسوهيكو، كوجيما غينتا). تشكلت هذه الفرقة في الحلقة 3 (جريمة قتل في غرفة الممثلة المقفلة) لمساعدة من يحتاج للمساعدة وأجبروا كونان على الانضمام إليهم. اخترع لهم الدكتور اغاسا شارات فريق فريق التحري وهي مزودة بهاتف لاسلكي بالإضافة إلى ساعات اليد المضيئة المقاومة للماء. وكان لفرقة المتحرين الصغار دور كبير في حل العديد من القضايا بمساعدة كونان. لاحقًا، انضمت لهم آي هايبرا بعدما هربت من قبضة المنظمة السوداء في الحلقة 129 (الفتاة التي أتت من المنظمة السوداء).

### رجال الشرطة

ضباط قسم شرطة العاصمة طوكيو.

الشرطة اليابانية (باليابانية: 日本警察) هي الجهة المسؤولة في تطبيق وتنفيذ القوانين في اليابان، وتنقسم الشرطة اليابانية إلى أقسام حسب المقاطعات، فهناك شرطة طوكيو، شيزوكا، أوساكا، غونما، ناغانو، كاناغاوا، نارا، كيوتو وسايتاما. وكل مركز شرطة مقاطعة يتبع مركز الشرطة الإقليمية في محافظته ما عدا شرطة العاصمة طوكيو وشرطة هوكايدو. قسم قسم شرطة العاصمة طوكيو (باليابانية: 警視庁) هي الشرطة الأكثر ظهورا بالمسلسل كون أن أحداث المسلسل الرئيسية دائما ما تكون في العاصمة طوكيو، يرأس شرطة طوكيو والد هاكوبا ساجورو. ويعمل العديد من المحققين والمفتشين في شرطة طوكيو منهم ميغوري وواتارو تاكاجي وميواكو ساتو ويومي وشيراتوري نيزابورو وتشيبا وماتسودا جينبيه الذي توفي أثناء تأدية الواجب.
يتكون الهيكل التنظيمي للشرطة اليابانية من قسمين رئيسين؛ القسم الأول هي لجنة السلامة العامة الوطنية (باليابانية: 国家公安委員会 ، بالإنجليزية: (NPSC) National Public Safety Commission)) ودورها هو ضمان حياد جهاز الشرطة عن طريق عزل القوة من الضغط السياسي وضمان الحفاظ على الأساليب الديمقراطية في إدارة الشرطة. وتقوم بدورها المتمثل بمراقبة وإدارة وكالة الشرطة الوطنية، فلديها سلطة تعيين أو إقالة كبار ضباط الشرطة. والقسم الثاني هي وكالة الشرطة الوطنية (باليابانية: 警察庁، بالإنجليزية: (NPA) National Polica Agency)) والتي تقوم هي أيضا بالإشراف على مكاتب الشرطة الإقليمية السبعة والتي تندرج تحتها مراكز شرطة المحافظات.

### الشرطة السرية

العميل ري فورويا الذي انضم إلى للمنظمة السوداء تحت اسم بوربون بهدف التجسس.

مكتب الأمن العام (باليابانية: 警視庁公安部 Keishichō-kōanbu، بالإنجليزية: Tokyo Metropolitan Police Department Public Security Bureau) أو كما يعرف باسم الشرطة السرية وهو قسم فرعي من الشرطة اليابانية وتحديداً من قسم شرطة العاصمة طوكيو في اليابان، وهي واحدة من الأطراف الرئيسية من المانجا وسلسلة الأنمي المحقق كونان، والمؤلفة من قبل الكاتب غوشو أوياما. ومن أشهر عملاء الشرطة السرية ري فورويا الذي انضم إلى للمنظمة السوداء تحت اسم بوربون بهدف التجسس، سكوتش العميل السابق الذي لاقى مصرعه أثناء التسلل للمنظمة السوداء.
لا يقوم مكتب الأمن العام بمراقبة الأنشطة الإجرامية العادية، بل تتلخص مهامه في التعامل مع الأنشطة التي تهدد الأمن القومي في اليابان، ويقود المكتب من قبل ضباط الشرطة تابعين لقسم شرطة العاصمة طوكيو. يذكر أن قسم شرطة العاصمة طوكيو هو القسم الوحيد الذي يمتلك مكتب أمن عام مستقل، بينما في باقي مناطق وضواحي اليابان، حيث يُدمجْ مكتب الأمن العام مع باقي الأقسام الأمنية مثل شعبة الشؤون الخارجية مع قسم الأمن العام. وينظر إلى طوكيو كاستثناء لأن مكتب الأمن العام في طوكيو كان يعمل مع وكالة الشرطة الوطنية اليابانية لمدة طويلة.

### مكتب التحقيقات الفيدرالي

أعضاء مكتب التحقيقات الفيدرالي من اليمين شويتشي أكاي متنكراً بشخصية سوبارو أوكيا، والعميل أندريه كاميل (المحقق كونان) والعميلة جودي ستارلينغ.

مكتب التحقيقات الفيدرالي (بالإنجليزية: (Federal Bureau of Investigation (FBI) ويعرف اختصارًا بال (أف.بي.آي) وهي وكالة حكومية تابعة لوزارة العدل الأمريكية وتعمل كوكالة استخبارات داخلية وقوة لتطبيق القانون في الدولة. وهي واحدة من الأطراف الرئيسية من المانجا وسلسلة الأنمي المحقق كونان، والمؤلفة من قبل الكاتب غوشو أوياما. تنتشر مكاتب مكتب التحقيقات في الكثير من دول العالم. مكتب التحقيقات في اليابان هو المسؤول عن التحقيق في قضايا المنظمة السوداء ويقود جيمس بلاك مركز التحقيقات في طوكيو، وتحته العديد من العملاء أمثال شويتشي أكاي وجودي ستارلينغ وأندريه كاميل.
بداية كانت قبل عشرين سنة قام مكتب التحقيقات الفيدرالي بعمل تحقيق بشأن المنظمة السوداء. ووقع أول اشتباك بين الجانبين عندما قامت بلموت بقتل والد ووالدة جودي ستارلينغ وكانت في الثامنة آنذاك، وأحرقت منزله ودمرت ملفاته التي تدين المنظمة السوداء. قام أصدقاء والد جودي ستارلينغ بوضعها جبرًا في برنامج حماية الشهود، خاصة بعد معرفة المنظمة السوداء عنها. لكنها لم تلبث طويلا، حتى انضمت إلى مكتب التحقيقات الفيدرالي لاستكمال التحقيق الذي بدأه أبيها. وقبل خمس سنوات، تسلل عميل مكتب التحقيقات الفيدرالي شويتشي أكاي إلى المنظمة السوداء تحت اسم مستعار داي موروبوشي، وأصبح يعمل تحت إمرة جين مباشرة. وضع مكتب التحقيقات الفيدرالي خطة بأمل القبض على جين في مستودع حيث كان من المفترض أن يعقد اجتماعًا، لكن كُشف أمره بسبب خطأ من أندريه كاميل ففشلت مهمته وخرج من المنظمة. وبعد ذلك، عندما قتل جين صديقته اعتبره أكاي عدوه الشخصي.

هيديمي هوندو عميلة وكالة المخابرات المركزية المتسللة للمنظمة السوداء تحت الاسم الرمزي كير.

### وكالة المخابرات المركزية
وكالة المخابرات المركزية (باليابانية: 中央情報局)، (بالإنجليزية: (Central Intelligence Agency (CIA) ويعرف اختصاراً بال (سي أي إي) وهي واحدة من وكالات الاستخبارات الرئيسية في الولايات المتحدة الأمريكية. وهي واحدة من الأطراف الرئيسية من المانجا وسلسلة الأنمي المحقق كونان، والمؤلفة من قبل الكاتب غوشو أوياما. مكتب الوكالة في اليابان هو المسؤول عن التحقيق في قضايا المنظمة السوداء، هناك العديد من العملاء أمثال هيديمي هوندو وإيثان هوندو.
يقع مقر الوكالة في لانغلي بولاية فرجينيا، على بعد بضعة أميال غرب واشنطن العاصمة. وهي الوكالة المستقلة الوحيدة في الولايات المتحدة الأمريكية، فهي ترسل تقاريرها لمدير الاستخبارات الوطنية. لوكالة المخابرات ثلاث مهام رئيسية، حيث تقوم بجمع المعلومات حول الحكومات الأجنبية والشركات والأفراد، وتحليلها، جنبًا إلى جنب مع المعلومات الاستخباراتية التي جمعتها وكالات الاستخبارات الأمريكية الأخرى، من أجل تقديم تقرير مفصل لأصحاب القرار في الولايات المتحدة الأمريكية، ومن ثم اتخذا الإجراء اللازم.

### المنظمة السوداء
المنظمة السوداء (باليابانية: 黒の組織) هي مجموعة إجرامية تأسست على الأرجح في اليابان، وهي واحدة من الأطراف الرئيسية من المانجا وسلسلة الأنمي المحقق كونان، التي ألفها الكاتب غوشو أوياما. هي أخطر منظمة إجرامية في اليابان رغم أن نشاطاتها لا تقتصر على اليابان فقط، فهي تقوم بعدة عمليات إجرامية أهمها القتل، والابتزاز، والسرقة، والاغتيال، والتهريب. جميع أعضاء المنظمة يحملون أسماء من أسماء المشروبات الكحولية. ولا يعرف بالضبط من هو رئيس المنظمة، ولم يسمع عنه إلا من الرسائل النصية القصيرة. وقد استطاع كونان إدوغاوا معرفة رقم هاتفه (#969#6261) في الحلقة، بعدما اتصلت بلموت به وسمع نغمة أغنية الأطفال السبعة (七つの子 Nanatsu no Ko).

أعضاء المنظمة السوداء من اليمين: كورن وكيانتي وجين وبلموت وفودكا.

المنظمة السوداء هي المنظمة المسؤولة عن تقلص جسد سينشي كودو وتحوله إلى فتًى في السابعة. يحاول شينتشي الإمساك بهم لأخذ عينة من السم لصنع ترياق يمكّنه من العودة إلى جسد شينتشي كودو. كما يسعى وراءها كلٌّ من الـمكتب التحقيقات الفدرالي والـوكالة المخابرات المركزية. ظهر من المنظمة حتى الآن 18 عضوًا، وأخطر أفراد هذه المنظمة هم جين وفودكا وبلموت وكيانتي وكورن وكير وبوربون.
تقوم المنظمة بمختلف الجرائم من السرقة إلى التهريب والابتزاز والاغتيال، ويتبين لاحقًا أن هدف المنظمة هو إجراء تجارب علمية مثل صنع عقار للشباب الأبدي، لكن المعلومات حول أبحاثهم العلمية قليلة. يرتدي بعض أعضائها ملابس سوداء. أعضاؤها عاليو الرتبة لهم تسميات بأسماء مشروبات كحولية. لهم عدد كبير من الأعضاء (متضمنًا العلماء)، ونشاطاتهم الإجرامية بالغة السرية. أمرهم معروف خارج اليابان وبالتحديد في الولايات المتحدة، حيث أن الـمكتب التحقيقات الفيدرالي بقيادة جيمس بلاك والعميلين جودي ستارلينغ وشويتشي أكاي تهدف لإيقافهم حاليًا حيث أنهم كانوا يلحقون بالممثلة المشتبه بها في إحدى القضايا بلموت من الولايات المتحدة. كذلك الـوكالة المخابرات المركزية متمثلة بجاسوستهم هيديمي هوندو وعميلهم السابق إيثان هوندو يهدفون لإيقافهم. رئيس المنظمة مجهول الهوية ولا يعلم هويته سوى جين وبلموت.

عقار APTX4869 السام.

### عقار APTX4869
عقار APTX4869 هو عقار سام طورته شيهو ميانو التي اتخذت المنظمة لها اسمًا رمزيًا وهو شيري عندما كانت تعمل لمصلحة المنظمة السوداء، ليكون سمًا قاتلًا لا يترك آثارًا في الجسم، وهو العقار نفسه الذي تسبب في تقلص سينشي كودو بعدما أرغم على ابتلاع العقار من قبل رجال المنظمة السوداء ليتقلص ويصبح كونان إدوغاوا. APTX 4869 تعود إلى كلمة 4869 Apoptoxin وهي مشتقة من عدة كلمات. فالكلمة الأولى هي Apoptosis وتعني موت الخلية المبرمج، بينما الكلمة الثانية هي Toxin وتعني مادة سامة، في حين أن الرقم 4869 في اسم العقار يدل على كلمة (شي-يا-رو-كو) بقراءة الأرقام معًا. وهي طريقة اليابانيين في قراءة شرلوك.
ولهذا فإن هذا العقار قاتل جدًّا، فطريقة عمل العقار تقتضي القضاء وتدمير جميع الخلايا في جسم الإنسان، وجعلها تموت دون ترك أي أثر يدل على التسمم مع عدم القدرة على تحديد السبب الرئيسي للوفاة، ولكن في حالات نادرة يعمل العقار على جميع الخلايا ما عدا خلايا الجهاز العصبي مما يتسبب بتقلص الشخص مع الاحتفاظ بكامل قواه العقلية، وهذا ما حصل مع سينشي كودو وشيري ميانو وشارون فينيارد، فجميعهم تقلصوا بالترتيب إلى كونان إدوغاوا وآي هايبرا وبلموت.

سوبارو أوكيا يتنكر بهيئة شويتشي أكاي.

### الذين يعلمون حقيقة سينشي
- الدكتور أغاسا: وقد عرف حقيقته في الحلقة 2 (قضية اختطاف ابنة رئيس الشركة) من المسلسل، بعد أن لجأ إليه كونان بعدما تقلص لأنه جاره،[88] في البداية لم يصدق الدكتور أغاسا أنه سينشي كودو ولكن بعد أن برهن له كونان صدق ما يقول عن طريق بعض الاستنتاجات صدفة وأخبره عن حقائق لا يعرفها إلا سينشي عن الدكتور أغاسا مثل وجود شامة كبيرة على ظهره، وهو الذي نصح كونان بإخفاء شخصيته حتى لا يتعرض مقربوه لخطر المنظمة السوداء.[89]
- يوساكو كودو ويوكيكو كودو: والدا سينشي، ظهرا لأول مرة في الحلقة 43 (اختطاف كونان إدوغاوا) وفي نفس الحلقة عرفا ماذا حدث لابنهما،[90] عرضا عليه أنه يسافر معهما في الخارج ولكنه رفض وقال أنها قضيته وحده وهو قادر على حلها.[91]
- هيجي هاتوري: هو متحر من أوساكا، وصديق مقرب لسينشي اكتشف حقيقة كونان في الحلقة 58 (جريمة قتل مهووسو هولمز)، وذلك بعد أن حاول كونان تخدير هيجي ليحل القضية ولكن هيجي استيقظ بعدما ضُرب من كوغورو موري واستيقظ،[92] لكنه استمر في التمثيل أنه نائم ويعرف حقيقة كونان.[93]
- بلموت: عضوة بارزة في المنظمة السوداء، وهي المرأة المفضلة لدى زعيم المنظمة، ظهرت للمرة الأولى في حلقة سينشي كودو في نيويورك على أنها الممثلة شارون فينيارد زميلة يوكيكو كودو والدة سينشي، وهي تعرف سر سينشي وسر آي هايبرا، ولكن بسبب حبها لسينشي وطريقة تفكيره، وبسبب إنقاذه لها من الموت بمساعدة ران موري في نيويورك، فهي تكتم سره ووعدته بعدم ملاحقتها لشيري (آي هايبرا).[94] كما حدث في الحلقة 345 (المواجهة وجهًا لوجه مع المنظمة السوداء: لغزان في ليلة اكتمال القمر)
- آي هايبرا: فتاة المنظمة السوداء المتمردة ومخترعة العقار التي ظهرت في الحلقة 129 (الفتاة التي أتت من المنظمة السوداء)، تقلصت مثل سينشي بعد أن تناولت عقار قائمة شخصيات المحقق كونان.[95] وقد تبناها الدكتور أغاسا لأنه لا مكان تأولي إليه بعد موت أهلها ومقتل أختها أكيمي ميانو من قبل المنظمة السوداء.[96]

هيجي هاتوري أشهر محققي مدينة أوساكا في غرب اليابان، وصديق سينشي كودو.

- أكيمي ميانو: أخت شيهو ميانو، وهي هي عضوة بالمنظمة السوداء ومسؤولة عن السرقة، أخبرها كونان إدوغاوا بحقيقته قبل موتها بلحظات،[97] في حلقة 128 (المنظمة السوداء: قضية سرقة مليار ين).[98]
- كايتو كيد: عرف حقيقة كونان، في الأفلام فقط حتى الآن، وقد قام بالتنكر بزيه في 4 أفلام أولها الفيلم الثالث (ساحر القرن الأخير): لينقذ كونان من كشف حقيقته.[99] وقد تنكر مرة أخرى بزيه في الفيلم الثامن (ساحر السماء الفضية) ليساعده ذلك على خداع الشرطة في عملية سرقة الجوهرة التي كان يقوم بها.[100] بينما في الفيلم الرابع عشر (السفينة الضائعة في السماء) فقد ساعد كونان على الدخول إلـى المنطاد.[101] أما آخر فلم تنكر به بشخصية سينشي فهو الفيلم التاسع عشر (تباعات الشمس الجهنمية) بعدما تنكر بهيئته ليستطيع ان يدخل المعرض لضمان عدم الشك به.
- سوبارو أوكيا: طالب جامعي ذو قدرات عالية في التحقيق، وهو شويتشي أكاي متنكراً، حيث عرف حقيقة كونان في الحلقتان 690-691 (قضية يوساكو كودو المجمدة)[102][103] بعدما رآه يتكلم بالهاتف بشخصية سينشي كودو.[104] ويعتقد أن أكاي قد عرف حقيقة كونان قبل زمن، بسبب عدة استفسارات لران موري عن سينشي كودو، وزادت شكوكه أيضاً بعدما انتقل للعيش في منزل عائلة سينشي كودو،[105] لكنه كان يفتقر إلى الدليل القاطع، وهو ما وجده في الحلقتان 690-691 (قضية يوساكو كودو المجمدة).[106]
- إيسوكي هوندو: أخ ميزوناشي رينا عميلة وكالة المخابرات المركزية، والتي تتجسس على المنظمة السوداء، وقد علم حقيقته في الحلقة 508 (النقطة العمياء في محل الكاراوكي)[107] بعد أن أخبره كونان بنفسه ليكف عن ملاحقة ران.[108]
- ماسومي سيرا: هي أخت شويتشي أكاي عميل مكتب التحقيقات الفيدرالي، منذ الوهلة الأولى عرفت ماسومي حقيقة سينشي، خاصة وأنها تذكر تماماً أول مرة قابلت فيها سينشي على شاطئ البحر. لكن لم يكن كونان متفطناً جداِ لها، مما أجبر ماسومي على ذكر بعض التلميحات في محاولة منها في مساعدة كونان للوصول لحقيقتها. ففي حلقة 651 (كونان ضد هيجي: معركة الاستنتاجات بين متحريي الشرق والغرب)،[109] قالت سيرا «الآن نحن نعرف بالفعل من هو الفائز» وهو تنظر لكونان قاصدة بذلك سينشي. أيضاً في حلقة 646-645 (استعراض الاستنتاجات في الفندق المسكون)، تعمدت سيرا ارتكاب خطأً فادحاً في الاستنتاج من أجل اختبار مهارة كونان في حل القضية باستخدام صوت سينشي.[110] وفي الحلقة حلقة 882 (ساحر الأمواج) بينت سيرا بمعرفتها التامة لحقيقة سينشي كودو.[111]
- ميري سيرا: هي والدة ماسومي سيرا وشويتشي أكاي، وتعرف باسم الأخت خارج النطاق، قالت لماسومي سيرا في حلقة 863-864 (قضية مقتل محقق الأرواح)،[112] أن كونان لم يعد نفس الشخص الذي التقت به ماسومي قبل 10 سنوات. مما يعني أنها تدرك حقيقة كونان في كونه سينشي كودو.

## الإصدارات

### المانغا
كتابة وتأليف فصول مانغا المحقق كونان عادة ما تكون من تأليف غوشو أوياما، أول إصدار من هذه المانغا كان في 18 يونيو 1994، واستمر الإصدار حيث وصل عدد الفصول إلى أكثر من 1000 فصل واضعة المانغا الخاصة بالمحقق كونان في المرتبة الـ 22 من ناحية أكثر المانغا إصدارًا، وفي 18 يوليو 2013 تم الوصول إلى الإصدار المجلد الثمانين من هذه السلسة، بعد أن كان الإصدار الأول لها في 1994. وفي 8 أغسطس 2017 وصلت قائمة مجلدات المحقق كونان إلى الفصل 1000 من فصول السلسلة.

إعلان للفلم العاشر (لحن وداع المتحرين) تظهر فيه كل الشخصيات الرئيسية وأغلب الشخصيات الثانوية.

وقد تم الترخيص نشر سلسلة المانغا في كثير من بلدان العالم مثل الصين وفرنسا وألمانيا وإندونيسيا وفنلندا. في الولايات المتحدة وبعد حصول FUNimation للترفيه على حقوق الأنمي، حصلت Viz Media على حقوق طبع المانغا وتم تغيير الاسم إلى Case Closed أو أُغلقت القضية مع تغيير أسماء بعض الشخصيات لتجنب صراع حول حقوق الملكية الفكرية. وتم إصدار أول نسخة باللغة الإنجليزية في 7 سبتمبر 2004. لكن في 22 يوليو 2009 حصلت Viz Media على ترخيص نشر المانغا على الشبكة العنكبوتية، فتم تحميل أول فصل على الإنترنت في 21 أكتوبر 2009.

### الأنمي
يتم إنتاج حلقات الأنمي الخاصة بها بواسطة أستوديو طوكيو موفي شينشا وشركة يوميأوري الإذاعية،  وهي من إخراج كل من كينجي كوداما وياسويشيرو ياماموتو. تبلغ مدة الحلقة حوالي 25 دقيقة حيث تعرض في شونن سندي الأسبوعية. أُذيعت الحلقة الأولى في 8 يناير 1996 وعرضت الحلقات بالتوالي إلى أن وصلت إلى الحلقة 1,164، وبذلك يحتل المركز الخامس عشر في قائمة أكثر الأنميات من حيث عدد الحلقات. يتم عرض حلقة واحدة من الأنمي أسبوعيًّا على شبكة تلفزيون نيبون إلا أن في حالات عرض الأفلام أو العطل قد تتأجل إلى أسبوعين أو أكثر. تبلغ مدة عرض كل حلقة حوالي 25 دقيقة، لكن في بعض الأحيان يعرض الاستديو بعض حلقات الطويلة، والتي تعرف باسم (الحلقات الخاصة). وهي حلقات تتبع سلسلة قائمة حلقات المحقق كونان لكنها تمتاز بطول مدة عرضها، بحيث تتراوح ما بين 45 دقيقة إلى ساعتين من الزمن. ومنذ بداية عرض المحقق كونان على التلفاز في عام 1996، عُرِضَ حتى الآن ما يقارب 31 حلقة خاصة، كانت أول تلك الحلقات هي حلقة (الحلقة 43 - اختطاف كونان إدوغاوا) والتي عُرِضَتْ بتاريخ 8 أبريل 1996، بينما آخره تلك الحلقات هي (الحلقة 805 - كونان وإيبيزو ورحلة الكابوكي الغامضة) والتي عُرِضَتْ بتاريخ 16 يناير 2016.

### الأفلام
صدر حتى الآن 26 فلمًا من سلسلة أفلام المحقق كونان والتي كما جرت العادة لا يكتبها المؤلف غوشو أوياما بنفسه، بل هناك كتاب آخرون يشاركون في تأليف الفيلم، وأحيانًا يقتصر الفيلم الواحد على مؤلف واحد. جرت العادة أن يتم طرح الأفلام في السينما اليابانية في شهر أبريل من كل عام. بدأت تلك السلسلة في 19 أبريل 1997 عندما عُرضً الفيلم الأول تحت عنوان العد التنازلي لناطحة السحاب (اللحظة الأخيرة في الدبلجة العربية)، ومنذ ذلك الحين، ويشهد شهر أبريل من كل عام فيلماً جديداً يضاف لسلسلة أفلام المحقق كونان. أخر تلك الأفلام التي تم عرضها هو الفلم الثالث والعشرين (المحقق كونان: القبضة اللازوردية) والذي عرض في 12 أبريل من عام 2019. يُذكر أن للفيلم العشرون (الكابوس الأشد سواداً) طابع خاص، حيث يُعتبر هذا الفيلم جزءاً من احتفالية الطاقم بمرور 20 سنة على سلسلة المانغا، وقد عرض في 16 أبريل 2016.
أما على صعيد الإيرادات، فقد حقق الفلم الثامن (ساحر السماء الفضية) أعلى نسبة مبيعات للأفلام المنتجة في اليابان لذلك العام في عام 2004، حيث حقق أرباحاً بلغت 2.8 مليار ين. لكن هذه الإيرادات لم تكن كافية لجعل الفيلم الثامن من ضمن أكثر أفلام المحقق كونان كسباً للإيرادات.
احتل الفيلم الثالث والعشرين (القبضة اللازوردية) المركز الأول من ناحية الإيرادات السينمائية، حيث حقق 9.31 مليار ين ياباني في اليابان فقط، وحقق 120 دولار أمريكي $ خلال عرضه خارج اليابان. هذه الأرقام سمحت للفيلم بدخول قائمة أعلى الأفلام دخلا في اليابانو حيث احتل المركز الثالث عشر، مما يجعله أنجح أفلام السلسلة من ناحية الإيرادات. لم يكن الفيلم الثاني والعشرين (جلاد زيرو) سيئاً إذا ما قورن بباقي الأفلام. قدد حقق أرباحاً قياسية بلغت 9.18 مليار ين ياباني في اليابان فقط، حقق ما يقارب 108.1 دولار أمريكي $ خلال عرضه خارج اليابان، مما يجعله يحتل المركز الرابع عشر في قائمة أعلى الأفلام دخلا في اليابان، ليصبح ثاني أنجح أفلام السلسلة من ناحية الإيرادات.
أما المرتبة الثالثة فكانت من نصيب الفيلم العشرين (الكابوس الأشد سوادا)؛ حيث حقق أرباحاً قياسية بلغت 6.33 مليار ين ياباني في اليابان فقط، وحقق حوالي 66.9 دولار أمريكي $ خلال عرضه خارج اليابان، بينما احتل الفيلم الحادي والعشرين (رسالة الحب القرمزية) المرتبة الرابعة بعدما حقق أرباحاً بلغت 6.87 مليار ين ياباني (63.1 دولار أمريكي $)؛ فخلال عرضه في خارج اليابان، حقق الفيلم أرباحًا إجمالية بقيمة 102.02 مليون دولار أمريكي اعتبارًا من 25 نوفمبر 2018، أي ما يعادل 11.5 مليار ين ياباني. ثم تلاه الفلم التاسع عشر (تباعات الشمس الجهنمية) الذي حصد على أرباح بلغت 4,45 مليار ين ، ثم الفلم الثامن عشر (قناص من بعد آخر) والذي حصد على أرباح بلغت 4 مليار ين، الذي تغلب بدوره على الفلم السابع عشر (عين خفية في البحر البعيد) والذي حقَّق أرباحًا بلغت 3.5 مليار ين، ومتغلبًا على الفلم الثالث عشر (المطارِد الأسود) الذي تظهر به المظمة السوداء.
ومن الجدير بالذكر أن منذ الفلم الثاني (الهدف الرابع عشر) وحتى الآن، كانت أفلام المحقق كونان دائمًا في مرتبة لا تقل عن المرتبة العشرين في أكثر الأفلام ربحًا في اليابان.
يتم إصدارات الأفلام على شريط الفيديو أو دي في دي أو قرص بلو راي، غالباً ما تكون نسخة من قرص واحد، لكن أحياناً يتم إصدار نسخة ذو قرصين. يذكر أن في 2 ديسمبر 2019 صدر البوستر الدعائي للفيلم القادم بعنوان الرصاصة القرمزية، والذي سيًعْرضَ في السينما اليابانية في تاريخ 17 أبريل 2020.
| الرقم | اسم الفيلم                                                                            | تاريخ العرض الياباني | تاريخ العرض العربي | الأرباح بالمليار بالين |
| ----- | ------------------------------------------------------------------------------------- | -------------------- | ------------------ | ---------------------- |
| 1     | العد التنازلي لناطحة السحاب / اللحظة الأخيرة (名探偵コナン 時計じかけの摩天楼)        | 19 أبريل 1997        | 12 ديسمبر 2008     | 1.1                    |
| 2     | الهدف الرابع عشر (名探偵コナン 14番目の標的)                                          | 18 أبريل 1998        | 2011               | 1.85                   |
| 3     | ساحر القرن الأخير / الرجل اللغز (名探偵コナン 世紀末の魔術師)                         | 17 أبريل 1999        | 2011               | 2.6                    |
| 4     | أسيرٌ في عينيها / الشاهدة الوحيدة (名探偵コナン 瞳の中の暗殺者)                        | 22 أبريل 2000        | 2013               | 2.5                    |
| 5     | العد التنازلي للجنة / العد التنازلي نحو المجهول (名探偵コナン 天国へのカウントダウン) | 21 أبريل 2001        | 2023               | 2.9                    |
| 6     | خيال شارع بيكر / لغز شارع بيكر (名探偵コナン ベイカー街（ストリート）の亡霊)          | 20 أبريل 2002        | 2023               | 3.4                    |
| 7     | تقاطع طرق في العاصمة القديمة (名探偵コナン 迷宮の十字路)                              | 19 أبريل 2003        | 2023               | 3.2                    |
| 8     | ساحر السماء الفضية / مخادع السماء الفضية (名探偵コナン 銀翼の奇術師)                  | 17 أبريل 2004        | 2023               | 2.8                    |
| 9     | استراتيجية ما فوق الأعماق / استراتيجية فوق الأعماق (名探偵コナン 水平線上の陰謀)      | 19 أبريل 2005        | 2023               | 2.15                   |
| 10    | لحن وداع المتحرين / لحن وداع المحققين (名探偵コナン 探偵たちの鎮魂歌)                 | 15 أبريل 2006        | 2023               | 3.03                   |
| 11    | علم القراصنة في عرض المحيط (名探偵コナン 紺碧の棺)                                    | 27 أبريل 2007        | لم يدبلج           | 2.53                   |
| 12    | لحن كامل من الرعب (名探偵コナン 戦慄の楽譜)                                           | 19 أبريل 2008        | لم يدبلج           | 2.42                   |
| 13    | المطارِد الأسود (名探偵コナン 漆黒の追跡者)                                            | 18 أبريل 2009        | لم يدبلج           | 3.5                    |
| 14    | السفينة الضائعة في السماء (名探偵コナン 天空の難破船)                                 | 17 أبريل 2010        | لم يدبلج           | 3.2                    |
| 15    | 15 دقيقة من الصمت (名探偵コナン 沈黙の15分)                                           | 16 أبريل 2011        | لم يدبلج           | 3.15                   |
| 16    | المهاجم الحادي عشر (名探偵コナン 11人目のストライカー)                                | 14 أبريل 2012        | لم يدبلج           | 3.29                   |
| 17    | عين خفية في البحر البعيد (名探偵コナン 絶海の探偵)                                    | 20 أبريل 2013        | لم يدبلج           | 3.5                    |
| 18    | قناص من بعد آخر (名探偵コナン 異次元の狙撃手)                                         | 19 أبريل 2014        | لم يدبلج           | 4                      |
| 19    | تباعات الشمس الجهنمية / بين أزهار الشمس والرماد (名探偵コナン 業火の向日葵)           | 18 أبريل 2015        | 22 مارس 2020       | 4.48                   |
| 20    | الكابوس الأشد سواداً / أطياف ملونة (名探偵コナン 純黒の悪夢)                           | 16 أبريل 2016        | 18 أبريل 2020      | 6.26                   |
| 21    | رسالة الحب القرمزية / لغز الرسائل القرمزية (名探偵コナン から紅の恋歌)                | 15 أبريل 2017        | 25 يونيو 2020      | 6.87                   |
| 22    | جلاد زيرو / الجلاد زيرو (ゼロの執行人/)                                               | 13 أبريل 2018        | 29 نوفمبر 2018     | 9.1                    |
| 23    | القبضة اللازوردية (紺青の拳)                                                          | 12 أبريل 2019        | 13 يونيو 2019      | 9.31                   |
| 24    | الرصاصة القرمزية (色の弾丸)                                                           | 16 أبريل 2021        | 27 مايو 2021       | 7.65                   |
| 25    | عروس الهالووين / عروس شيبويا (名探偵コナン ハロウィンの花嫁)                          | 15 أبريل 2022        | 28 ابريل 2022      | 9.78                   |
| 26    | الغواصة الحديدية السوداء ( 名探偵コナン 黒鉄の魚影サブマリン)                         | 15 أبريل 2023        | 8 يونيو 2023       | 13.88                  |
| 27    | النجمة الخماسية بمليون دولار / نجم المليون دولار (名探偵コナン 100万ドルの五稜星)     | 12 أبريل 2024        | -                  | 15                     |

شهد عام 2013 بداية سلسلة الإصدارت الخاصة للأفلام، ففي 7 ديسمبر 2013 تم عرض فيلم لوبين الثالث ضد المحقق كونان (باليابانية:  (ルパン三世VS名探偵コナン، بالروماجي: Rupan Sansei Vāsasu Meitantei Konan The Movie) ويعتبر هذا الفيلم ثاني إصدار يجمع بين شخصية أرسين لوبين وشخصية المحقق كونان. يتبع هذا الفلم حلقة التلفاز الخاصة زمنيًا.
| الرقم | اسم الفيلم | تاريخ العرض الياباني | تاريخ العرض العربي | الأرباح بالمليار بالين |
| ----- | --- | -------------------- | ------------------ | ---------------------- |
| 1     | فيلم لوبين الثالث ضد المحقق كونان (ルパン三世VS名探偵コナン)                                                                                   | 7 ديسمبر 2013        | لم يدبلج           | 4.061                  |
| 2     | حجة الغياب القرمزية (名探偵コナン 緋色の不在証明)                                                                                              | 11 فبراير 2021       | لم يدبلج           | 1.24                   |
| 3     | قصة آي هايبرا ~قطار الحديد الأسود الغامض~ / قصة هيبارا - القطار الغامض والمنظمة السوداء (名探偵コナン 灰原哀物語 ～黒鉄のミステリートレイン～) | 6 ينابر 2023         | 29 يونيو 2023      | 0.73                   |
| 4     | المحقق كونان ضد كيد اللص الشبح / المحقق كونان في مواجهة كايتو اللص الطائر (名探偵コナンVS怪盗キッド)                                           | 5 ينابر 2024         | 23 أغسطس 2023      | -                      |

### الأوفات (OVA)
الأوفا (بالإنجليزية: OVA) هي حلقات تحتوي على قصص لا ترتبط بسلسلة الحلقات التلفزيونية أو بأفلام بأفلام الأنمي، وفي بعض الأحيان تحتوي على شخصيات خارجة عن شخصيات المسلسل المعروفة. أنتج حتى الآن 12 حلقة خاصة، واحتوت بعض الحلقات على شخصيات أخذت من أعمال المؤلف غوشو أوياما الأخرى، مثل كايتو كيد ويايبا. تصل مدة عرض الحلقة الواحدة حوالي 23 إلى 25 دقيقة. لم تدبلج أي من هذه الحلقات للغة العربية.
أسماء حلقات الأوفا المترجمة كالتالي:
| رقم | عنوان الأوفا                                     | تاريخ العرض الياباني | تاريخ العرض العربي |
| --- | ------------------------------------------------ | -------------------- | ------------------ |
| 1   | كونان ضد كيد ضد يايبا                            | 2000                 | لم يدبلج           |
| 2   | الستة عشر مشتبها                                 | 2002                 | لم يدبلج           |
| 3   | كونان وهيجي والطفل المفقود                       | 2003                 | لم يدبلج           |
| 4   | كونان، كيد، والأم البلورية                       | 2004                 | لم يدبلج           |
| 5   | المستهدف هو كوغورو!!                             | 2005                 | لم يدبلج           |
| 6   | البحث عن الجوهرة المفقودة! كونان وهيجي ضد كيد!   | 2006                 | لم يدبلج           |
| 7   | رسالة تحدي من البروفيسور أغاسا للمتحرين الصغار   | 2007                 | لم يدبلج           |
| 8   | قضية مفكرة المتحرية طالبة الثانوية سونوكو سوزوكي | 2008                 | لم يدبلج           |
| 9   | الغريب بعد مرور 10 سنوات                         | 2009                 | لم يدبلج           |
| 10  | كيد في جزيرة مفخخة                               | 2010                 | لم يدبلج           |
| 11  | طلب سري من لندن                                  | 2011                 | لم يدبلج           |
| 12  | معجزة إكسكاليبر                                  | 2012                 | لم يدبلج           |

### إصدارات التلفاز الخاصة
شهد عام 2007 بداية سلسلة الإصدارت الخاصة، حيث تم عرض حلقة خاصة بعنوان المنظمة السوداء: التاريخ الأسود
(باليابانية:  黒の組織: 黒歴史، بالروماجي: no soshiki: kuro rekishi) وهي حلقة تلخيصية أنتجت كمقدمة لسلسلة حلقات تصادم الأحمر والأسود. ثم تم عرض حلقة لوبين الثالث ضد المحقق كونان (باليابانية:  ルパン三世vs名探偵コナン، بالروماجي: Rupan Sansei vs Meitantei Konan) في 27 مارس 2009 والتي أنتجت بواسطة استديو TMS وشبكة تلفزيون نيبون وشركة يوميأوري للإذاعة وتم بثه في 27 مارس 2009.
وفي 23 أبريل 2014، عُرضت حلقة الهارب: كوغورو موري (باليابانية:  逃亡者・毛利小五郎، بالروماجي: Tōbōsha Mōri Kogorō) المبنية على فصل المانغا رقم 594، حصرًا على نوت‌تي‌في. احتفالًا بمرور 20 عامًا على قائمة مجلدات المحقق كونان، أُعلن في ديسمبر 2013 عن حلقة اختفاء كونان إيدوغاوا: أسوأ يومين في التاريخ (باليابانية:  (江戸川コナン失踪事件～史上最悪の二日間، بالروماجي: Edogawa Conan Shissō Jiken ~Chijō Saiaku no Futsukakan~) وهي حلقة خاصة مدتها ساعتين ، وتم عرضها في 26 ديسمبر 2014
هذه الإصدارات عُرضت كإصدارات خاصة على التلفاز وليس كحلقات عادية، وهي غير مُتعلِّقة بقصة المسلسل الرئيسية.

غلاف الدراما، يظهر فيه الممثل شون أوغوري الذي شارك بدور سينشي كودو.

| الإصدار | العنوان                                                    | تاريخ العرض الياباني | المدة    |
| ------- | ---------------------------------------------------------- | -------------------- | -------- |
| 1       | السفر عبر الزمن في السماء الفضية                           | 19 أبريل 2004        | 25 دقيقة |
| 2       | المنظمة السوداء: التاريخ الأسود                            | 17 ديسمبر 2007       | ساعة     |
| 3       | لوبين الثالث ضد المحقق كونان                               | 27 مارس 2009         | ساعتان   |
| 4       | الهارب: كوغورو موري                                        | 23 أبريل 2014        | 25 دقيقة |
| 5       | اختفاء كونان إيدوغاوا ~أسوأ يومين في التاريخ~              | 26 ديسمبر 2014       | ساعتان   |
| 6       | المحقق كونان: المحقق المتقلص                               | 9 ديسمبر 2016        | ساعتان   |
| 7       | قصة حب في مقر الشرطة ~ليلة الزفاف~ / ذكريات في مركز الشرطة | 15 أبريل 2022        | ساعتان   |

### دراما التلفاز
تم عرض أربع حلقات دراما خاصة بالمحقق كونان (أي تمثيل الأنمي على شكل أفلام يشارك فيه ممثلون حقيقيون). الدراما الأولى والثانية تم بثهما في سنة 2006 و2007 وشارك في شون أوغوري في دور سينشي كودو، بينما الدراما الثالثة والرابعة تم بثها في السنة 2011 و2012 وشارك بها جايومبي ميزوباتا بدور سينشي كودو. عرض طاقم عمل الدراما الثالثة و الرابعة سلسة تلفازية من 13 حلقة أحداثها الزمنية تلي الدراما الثالثة و تنتهيي قبل الدراما الرابعة وقد تم عرضها من 7 يوليو 2011 إلى 29 سبتمبر 2011.

### ألعاب الفيديو

غلاف ألبوم الموسيقى التصويرية الأول لأنمي المحقق كونان

توزع المحقق كونان إلى ألعاب الفيديو بعد النجاح الهائل للأنمي، في 27 ديسمبر 1996، صدرت لعبة (ميه-تانتيه كونان: چيكا يوأنچي ساتسُجِن جِكِن) للغيم بوي، ومنذ ذلك الحين، صدرت أكثر من 20 لعبة. صدرت أغلب الألعاب في اليابان فقط. طورت ألعاب المحقق كونان الخاصة بالغيم بوي وأجهزة ألعاب سوني والوندر سوان كلر ونينتندو دي أس شركة بانداي، وطورت بانبريستو ألعاب المحقق كونان الخاصة بالغيم بوي كولور والغيم بوي أدفانس، بينما طورت مارفلوس إنترتينمنت لعبة المحقق كونان: تحريات ميرابولس.

### الموسيقى
كاتسوؤو أونو (大野克夫) هو الملحن والموزع الياباني المسؤول عن تأليف وتصميم الموسيقي التصويرية لأنمي المحقق كونان. وقم تم طرح ما يقارب 23 قرص مدمج في الأسواق تحوي على جميع أعماله التي أنتجها للأنمي. علاوة على ذلك، تم اختيار أغاني العديد من الشخصيات والفرق الموسيقية المشهورة كشارات للمسلسل أمثال B'z و زارد و غارنت كرو.
- موسيقى الأفلام: كل فيلم من أفلام المحقق كونان يحوي قرص مدمج خاص به يحتوى على مجموعة من الأغاني والمقطوعات الموسيقية المعروضة في الفيلم.
- موسيقى الحلقات: تم طرح 7 أقراص مدمجة تحوى جميع شارات البداية والنهاية.[253][254][255][256][257][258]
- إصدار خاص: تم طرح ألبومين موسيقين ضم العديد من الأغاني التي قام بها مؤدو الأصوات في مسلسل المحقق كونان بغنائها.[259][260]

## البث

### اليابان

تمثال كونان ينظر إلى زوار مدينة المحقق كونان في بلدة هوكاي.

تعد قائمة مجلدات المحقق كونان من بين أطول سلاسل المانغا. فمنذ بداية إصدار قائمة مجلدات المحقق كونان في 1994 ولغاية، تم بيع أكثر من 140 مليون نسخة، مما جعله خامس الترتيب في قائمة أكثر المانغا مبيعًا في تاريخ الأنمي. هذا الكم الهائل من المبيعات كان متوافقًا مع حصول نسخ المانغا على ترتيب متقدم في قوائم المانغا الأكثر مبيعا. ففي عام 2001، فاز بجائزة شوغاكوكين من خلال استطلاع على الإنترنت، كان أغلب مشاركاته من شباب في منتصف العشرينات، حيث اعتبر واحدًا من أكبر ثلاث إصدارات المانغا أراد متابعوه أن يستمر في الإصدار.
يُعرَض المحقق كونان في اليابان على شبكة تلفزيون نيبون وقناة يوميأوري وقناة أنيماكس وقناة YTV اليابانية، وقد لاقى المحقق كونان رواجًا كبيرًا في اليابان حيث احتل مركزًا من ضمن المراكز الستة الأوائل في ست مناسبات مختلفة. وبحسب استطلاعات الرأي التي أجرتها مجلة أنميج، اعتبر الأنمي من بين أفضل 20 أنمي تم إصداره خلال الفترة من عام 1996 ولغاية عام 2001. أيضا احتل المحقق كونان المركز الثالث والعشرين من ضمن قائمة أفضل 100 أنمي، أجرته شبكة أساهي اليابانية في عام 2005.
حازت أفلام المحقق كونان على نصيب من النجاح مثلما حازته السلسلة التلفزيونية، بعدما تلقى عدة أفلامه حفنة من الترشيحات لعدة جوائز محلية. فتم ترشيح الفيلم التاسع (إستراتيجية ما فوق الأعماق) لجائزة أفضل الأفلام الروائية ضمن مهرجان طوكيو الخامس لجوائز الأنمي. بينما رشحت الأفلام الخمسة التي تلت الفيلم التاسع لجائزة الأوسكار في الرسوم المتحركة لتلك السنة. وفي عام 2006، استخدمت الحكومة اليابانية شعبية المحقق كونان في تعزيز الوعي بين الأطفال، في حملات استهدفت الجمور المتابع للأنمي. وبعد إنشاء الشخصية بمدينة (توتوري) أسّست مدينة ملاهي خاصة به تُدعى مدينة داياي أو مدينة كونان بها آلاف التماثيل لشخصيات المسلسل ومتحف وسوق تذكارية يتم بها بيع كل ما يتعلق بهذا الأنمي.

### عالميًا
في الولايات المُتحِّدة وكندا، يُعرض مسلسل المحقق كونان مُدبلجًا ومُترجمًا للغة الإنجليزية بواسطة خدمة FUNIMATION للبث عبر الإنترنت، على الرغم من أن دبلجته أُلغيت عندما وصلت إلى الحلقة 130. في المقابل، أعلنت خدمة البث كرانشي رول في 10 أكتوبر 2014 عن توفيرها لقائمة حلقات المحقق كونان الأخيرة بعد ساعة من عرضها في اليابان مُترجمة وبدقة عالية، فكانت أول تلك الحلقات وهي الحلقة 754 (مأساة المرأة الحمراء) والتي عُرِضَتْ بتاريخ 22 أكتوبر 2014. ويُعرض المحقق كونان على عدة قنوات تلفزيونية خارج اليابان منها RTL 2 الألمانية، بالإضافة إلى سبيستون وسبيس باور العربيتين حيث تمت دبلجته إلى العربية بواسطة مركز الزهرة، وكان العرض الأول والحصري للنسخة العربية لصالح تلفزيون قطر عام 1998، وتأخر عرضه على قناة سبيستون. يسمى هذا المسلسل في الولايات المتحدة ب Case Closed أو أُغلِقَت القضيّة تحت طلب المنتج الياباني لتجنب صراع حول حقوق الملكية الفكرية مع وكالة كونان البربري عندما عرض المسلسل باللغة الإنجليزية. في الصين، حاز على شعبية كبيرة فأصبح ثاني أكثر الأنميات بثًّا في عام 2004.

شارة بداية المحقق كونان في العالم العربي

### العالم العربي
لاقى أنمي المحقق كونان نجاحًا كبيرًا في العالم العربي، ويقوم مركز الزهرة بتولي مهمة الدبلجة العربية، وقد تمت دبلجة 597 (566 بالنّظام الياباني) حلقة إلى اللغة العربية، ويجدر بالذكر أن تقسيمة الأجزاء تختلف بالدبلجة العربية عن تقسيمة المواسم في اللغة اليابانية وباقي اللغات. بالإضافة إلى الحلقات، دُبلجت أول أربعة أفلام إلى اللغة العربية، أما المانغا الورقية فلم تحضَ بترجمة عربية رسمية. تمت دبلجة الأنمي للغة العربية من قِبَل مركز الزهرة لأكثر من ثمانية عشرة سنة منذ سنة 1998 إلى سنة 2014، حيث عُرض لأول مرة على تلفزيون قطر، وقد وصلت الحلقات المُدبلجة إلى 597 (566 بالنّظام الياباني) من أصل 1,164 حلقة.

#### مؤدّو الدبلجة العربية
| الشخصية             | الأصوات اليابانية | الدبلجة العربية     | الدبلجة العربية |
| الشخصية             | الأصوات اليابانية | اسم الدبلجة         | صوت الدبلجة |
| ------------------- | ----------------- | ------------------- | --- |
| كونان إيدوغاوا      | مينامي تاكاياما   | كونان إيدوجاوا      | آمال سعد الدين |
| شينتشي كودو         | كابيه ياماغتشي    | سينشي كودو          | مأمون الفرخ (الجزء1 + الجزء 2 + الجزء 9 + الفلم 22) زياد الرفاعي (الجزء 3 + الجزء 4 + الجزء5 + الفلم 1) فادي وفائي + رأفت بازو (الجزء 6) كامل نجمة (الجزء 7 + الجزء 8 + الفلم 2 + الفلم 3 + الفلم 4) طالب الرفاعي (الجزء 9 + الجزء 10 + الفلم 5 + الفلم 6 +الفلم 7 +الفلم 8 +الفلم 9 + الفلم 25 + الفلم 26) |
| كوغورو موري         | أكيرا كاميا       | توغو موري           | مروان فرحات |
| ران موري            | واكانا يامازاكي   | ران موري            | سمر كوكش نور أبو حسون (النصف الثاني من الجزء 8) |
| سونوكو سوزوكي       | ناوكو ماتسوي      | سوكو سوزوكي         | رندة جليلاتي (الجزء 1) آمنة عمر (الجزء2 + الجزء 3 + الجزء 4 + الجزء 5 + الجزء 6) جيهان قرحيلي (الجزء 8) صابرين الورار (الجزء 9 + الجزء 10 + الجزء 25 + الفلم 5 +الفلم 6 + الفلم 8 + الفلم 9 + الفلم 10 + الفلم 26)                                                                                          |
| الدكتور أغاسا       | كينيتشي أوغاتا    | الدكتور أغاسا       | مروان فرحات |
| كايتو كيد           | كابيه ياماغتشي    | اللص الطائر كيد     | مكسيم خليل (الجزء 2) زياد الرفاعي (الجزء 4) رأفت بازو (الجزء 5 + الجزء 8 + الجزء 9) رائد مشرف (الفلم 3) عادل أبو حسون (الجزء 25) |
| المفتش ميغوري       | تشافورين          | المفتش ميغوري       | قاسم ملحو (الجزء 1+ الجزء 2+ النصف الأول من الجزء 3) رأفت بازو (النصف الثاني من الجزء 3) محمد خير أبو حسون (الجزء 4 إلى آخر ما دبلج) |
| واتارو تاكاغي       | واتارو تاكاغي     | واتارو تاكاجي       | زياد الرفاعي (الجزء 3 + الجزء 4 + الجزء 5) رأفت بازو (بعض حلقات الجزء 6) أسعد سنديان (الجزء 9 + الجزء 10 + الجزء 25 + بعض الأفلام) نضال حمادي (الجزء 6 + الجزء 7 + قسم من الجزء 8 + بعض الأفلام) |
| هايبرا آي           | ميغومي هاياشيبارا | هيبارا              | فاتن عيدو (الجزء 4 إلى قسم من الجزء 7 + الجزء 9 + الفلم 3 + الفلم 19 + الفلم 20 + الفلم 22 + الفلم 23) لمى الشمندي (الجزء 7 + الجزء 8 + الفلم 4) صابرين الورار (الجزء 9 + الجزء 10 + الجزء 25 + بعض الأفلام)                                                                                                |
| أيومي يوشيدا        | يوكيكو أواي       | أيومي يوشيدا        | رندة جليلاتي(الجزء 1) مجد ظاظا (الجزء 2 + الجزء 3 + الجزء 4) أميرة حذيفي (الجزء 4 + الجزء 5 + الجزء 6 + الجزء 7 + الجزء 8 + الجزء 9) غفران عبد المجيد (الجزء 10 + الجزء 25 + فيلم 26) |
| ميتسوهيكو تسوبورايا | إيكوي أوتاني      | ميتسوهيكو تسوبورايا | رغدة الخطيب |
| غينتا كوجيما        | واتارو تاكاغي     | جينتا كوجيما        | أمل عمران أسيمة يوسف غدير الشعشاع مهجة الشيخ (حتى الآن) |
| هيجي هاتوري         | ريو هوريكاوا      | هيجي هاتُوري         | رأفت بازو زياد الرفاعي فادي وفائي (بعض الحلقات) فادي الحموي (فلم 10) |
| جودي ستارلنغ        | ميوكي ساواشيرو    | جودي ستارلنغ        | رشا بيدس |

#### تغييرات الدبلجة
قام مركز الزهرة بعدة تغييرات:
- مشكلة الشرب والسُّكْر التي يعاني منها المتحري كوغورو موري، حيث يُغطى دائمًا عليها في الدبلجة العربية بأنه مريض أو نعسان أو مصاب بالصداع.

طابع مزدوج عليه صورة كونان وصورة ران.

- حُذفت العديد من المقاطع لاحتوائها على دماء كثيرة أو لإظهارها مناظر جريمة قتل بشعة أو تنورات قصيرة للفتيات (اللباس الموحد في المدارس اليابانية خاصةً في مدرسة ران).
- لا تدمج البدايات ولا النهايات الموسيقية بالحلقات (أي أن أغنية البداية تُعرض أولًا ثم الحلقة). في النسخة اليابانية يتم تغيير شارات البداية والنهاية باستمرار، بينما النسخة العربية تستخدم نفس الأغنية مع تغييرات طفيفة.
- في النسخة اليابانية لا يقسم المسلسل إلى أجزاء.
- غُيّرت بعض اعترافات القاتل حيث أن القاتل في النسخة اليابانية لا يبدي ندمه على قتله للضحية أحيانًا (تغيّرت هذه السياسة ابتداءً من الجزء السابع).
- لم تدبلج جميع الإحالات على السحر والشعوذة وأساطير المعبودات اليابانية.
- في النسخة اليابانية هنالك حلقات خاصة تكون مدتها ساعة أو ساعتين ونصف، أما في النسخة العربية فإنها تقسم لعدة حلقات تكون مدة كل واحدة 25 دقيقة تقريبًا.
- غُيّر كلام شارون فينيارد كقولها أنها مدربة كريس فينيارد ولم يذكر شيء عن والد كيد.
- وأيضًا في النسخة العربية لُقِّبت ران بأنها خطيبة سينشي عوض القول أنها صديقته المقربة كما في النسخة اليابانية وأسقط ذكر مشاعرهما في أغلب الحلقات من النسخة العربية ما عدا الجزء الأول.

## المحقق كونان في الواقع

طابع مزدوج يحوي صورة كونان وران في جهة، وإحدى المناطق السياحية الصينية في الجهة الأخرى.

### مدينة كونان
مدينة كونان (باليابانية: コナン町)  هي مدينة صغيرة تأسست في أكتوبر من عام 2005، وتقع في بلدة هوكاي  في محافظة توتوري. حيث تأخذ اليابان شخصيات رسومها المتحركة على محمل الجد حيث حولت أرض صغيرة في بلدة هوكاي في محافظة توتوري التي ولد فيها غوشو أوياما كاتب حلقات المسلسل إلى متحف ومزار سياحي يحتفي بشخصيات المسلسل. وهذه المدينة الصغيرة المقامة داخل البلدة والتي هي جزء من مدينة توتوري تحتضن جسر كونان الذي تقف فيه بعض تماثيل شخصيات المسلسل.

### الطوابع البريدية
- الحكومة اليابانية قامت بإصدار مجموعة من طابع بريد كما هي عادتها في إصدار الطوابع التي تتعلق بالأنمي الذي يعد من أبرز مميزات الدولة.[305][306][307]
- الحكومة الصينية قامت بطباعة مجموعة من الطوابع البريدية للترويج للمناطق السياحية الصينية على شكل 6 أزواج، كل زوج يحوي طابعين الطابع الأول عليه إحدى المناطق السياحية والطابع الثاني عليه أحد شخصيات المسلسل وذلك عام 2007.[308]

## الملاحظات والمراجع
الملاحظات
1. ↑  名 (ميه) قد تعني شهير، عظيم، ملحوظ، معروف.
2. ↑  هذه القصة يقولها كونان بداية كل فيلم أو حلقة هامة في مجريات الأحداث.
3. ↑  في الدبلجة العربية أصبح اسمه "إيدوجاوا" بينما في النسخة اليابانية اسمه "إيدوگاوا".
4. ↑  تغيّر اسمه في الدبلجة العربية من كونان إيدوغاوا إلى كونان إدوغاوا..
5. ↑  تغيّر اسمها بالدبلجة العربية من سونوكو سوزوكي إلى سوكو سوزوكي.
6. ↑  الكيندو هو فن من فنون القتال، كان يستخدمه الساموراي
7. ↑  ومن هذا أتت تسمية المنظمة، حيث أن اسم المنظمة الحقيقي غير معروف لحد الآن
8. ↑  بشكل منفصل، حيث لا تعلم الـوكالة المخابرات المركزية عن وجود الـمكتب التحقيقات الفيدرالي في اليابان، لكن الـمكتب التحقيقات الفدرالي علمت بذلك صدفة.
9. ↑  كان من المقرر أن يعرض الفيلم في السينما اليابانية بتاريخ 17 أبريل 2020،[162][202] لكن تم تأجيل العرض بسبب جائحة فيروس كورونا، ليصبح موعد العرض الرسمي هو شهر أبريل من عام 2021.[203][204][205][206]
10. ↑  نوت‌تي‌في "قناة" متوفرة على أجهزة الهاتف حصرًا
11. ↑  بلدة هوكاي هي مدينة تأسست في 1 أكتوبر من عام 2005 جراء دمج بلدتي هوجو وداياي.

المراجع
1. 1 2  My Anmie List: Detective Conan, Synopsis نسخة محفوظة 07 فبراير 2018 على موقع واي باك مشين.
2. ↑  "Gosho AOYAMA - Anime News Network، Anime News Network". مؤرشف من الأصل في 2019-04-22. اطلع عليه بتاريخ 2014-05-27.
3. ↑  "Company Profile | 会社案内 | 小学館". مؤرشف من الأصل في 2015-03-28. اطلع عليه بتاريخ 2014-05-27.
4. ↑  "Rumic World: Articles". مؤرشف من الأصل في 2018-10-09. اطلع عليه بتاريخ 2014-05-27.
5. ↑  "青山剛昌（名探偵コナン・原作者紹介）". مؤرشف من الأصل في 2016-04-15. اطلع عليه بتاريخ 2014-05-27.
6. ↑  المخرج كينجي نسخة محفوظة 6 أبريل 2020 على موقع واي باك مشين.
7. ↑  المخرج ياماموتو نسخة محفوظة 26 مارس 2020 على موقع واي باك مشين.
8. ↑  Masato Sato - IMDb نسخة محفوظة 15 فبراير 2017 على موقع واي باك مشين.
9. ↑  Hirohito Ochi - IMDb نسخة محفوظة 19 فبراير 2017 على موقع واي باك مشين.
10. ↑  Anime News Network: Masahito YOSHIOKA نسخة محفوظة 24 يوليو 2017 على موقع واي باك مشين.
11. ↑  Junichi Iioka - IMDb نسخة محفوظة 15 فبراير 2017 على موقع واي باك مشين.
12. ↑  Internet Movie Database: Katsuo Ôno نسخة محفوظة 19 مارس 2018 على موقع واي باك مشين.
13. ↑  الإستيديو تي إم اس نسخة محفوظة 07 يناير 2018 على موقع واي باك مشين.
14. ↑  NTV نسخة محفوظة 26 أكتوبر 2014 على موقع واي باك مشين.
15. ↑  تلفزيون واي (اليابان) (YTV) نسخة محفوظة 24 فبراير 2018 على موقع واي باك مشين.
16. ↑  Animax نسخة محفوظة 03 أكتوبر 2017 على موقع واي باك مشين.
17. ↑  أول حلقة نسخة محفوظة 20 أكتوبر 2012 على موقع واي باك مشين.
18. ↑  "المحقق كونان على شبكة أخبار الأنمي". مؤرشف من الأصل في 2019-05-23. اطلع عليه بتاريخ 2014-10-26.
19. ↑  "Detective Conan Volume 1" (باليابانية). شوغاكوكان. Archived from the original on 2011-05-04. Retrieved 2009-06-11.
20. ↑  "Case Closed- Profiles". فيز ميديا. مؤرشف من الأصل في 2009-06-12. اطلع عليه بتاريخ 2009-06-12.
21. ↑  小学館/コミックス/少年サンデーコミックス نسخة محفوظة 07 نوفمبر 2014 على موقع واي باك مشين.
22. ↑  DETECTIVE CONAN ONLINE: Great Detective Conan نسخة محفوظة 19 أغسطس 2017 على موقع واي باك مشين.
23. 1 2  المحقق كونان الفصل 1000 | امبراطورية الأنمي Amino نسخة محفوظة 2020-05-28 على موقع واي باك مشين.
24. ↑  موقع myanimelist للأنمي. نسخة محفوظة 02 يونيو 2016 على موقع واي باك مشين.
25. ↑  Anime News Network: Nippon Television Network نسخة محفوظة 26 أكتوبر 2014 على موقع واي باك مشين.
26. ↑  Detective Conan نسخة محفوظة 24 فبراير 2018 على موقع واي باك مشين.
27. ↑  Anime News Network: YTV (-) نسخة محفوظة 29 يناير 2018 على موقع واي باك مشين.
28. ↑  "Animax (-) - Anime News Network". مؤرشف من الأصل في 2019-04-22. اطلع عليه بتاريخ 2014-10-26.
29. ↑  "أرشيف قائمة حلقات المحقق كونان" (باليابانية). شركة يوميأوري الإذاعية. Archived from the original on 2019-05-20. Retrieved 2013-06-08.
30. ↑  Schilling، Mark (18 أبريل 2016). "Japan Box Office: 'Detective Conan: Nightmare' Bows at Number One". فارايتي (مجلة). مؤرشف من الأصل في 2019-03-27. اطلع عليه بتاريخ 2016-04-19.
31. ↑  صفحة الأوڤا في موسوعة عالم المحقق كونان نسخة محفوظة 05 سبتمبر 2017 على موقع واي باك مشين.
32. ↑  Detective Conan: Kudo Shinichi e no Chousenjou - AsianWiki نسخة محفوظة 16 سبتمبر 2017 على موقع واي باك مشين.
33. 1 2  "قائمة حلقات المحقق كونان على شبكة أخبار الأنمي". مؤرشف من الأصل في 2019-05-02. اطلع عليه بتاريخ 2014-10-26.
34. ↑  "湘南". شونن سندي الأسبوعية (بيابانية). شوقاكوكان. 1994 (5).{{استشهاد بدورية محكمة}}:  صيانة الاستشهاد: لغة غير مدعومة (link)
35. ↑  "Case Closed Vol. 1". فيز ميديا. مؤرشف من الأصل في 2011-05-04. اطلع عليه بتاريخ 2011-01-02.
36. ↑  "Case Closed FAQ". فنميشن. مؤرشف من الأصل في 2004-03-27. اطلع عليه بتاريخ 2010-10-03.
37. ↑  أوياما، غوشو (7 سبتمبر 2004). "File 2". المحقق كونان. فيز ميديا. ج. 1. ص. 44. ISBN:1-59116-327-7.
38. ↑  أوياما، غوشو (7 سبتمبر 2004). "File 2". المحقق كونان. سان فرانسسكو: فيز ميديا. ج. 1. ص. 44. ISBN:1-59116-327-7.
39. ↑  "Case Closed Vol. 2". فيز ميديا. مؤرشف من الأصل في 2011-05-04. اطلع عليه بتاريخ 2011-01-02.
40. ↑  Aoyama، Gosho (7 سبتمبر 2004). "File 2". Case Closed. فيز ميديا. ج. 1. ص. 56–57. ISBN:1-59116-327-7.
41. ↑  "Detective Conan episode 1". قناة يوميأوري. مؤرشف من الأصل في 2018-09-26. اطلع عليه بتاريخ 2012-05-20.
42. 1 2  أوياما, غوشو (17 Jan 1998). "File 8. コードネーム・シェリー". 名探偵 コナン [المحقق كونان]. المحقق كونان (باليابانية). شوغاكوكان. Vol. الإصدار 18. ISBN:4-09-125048-3. {{استشهاد بكتاب}}: تجاهل المحلل الوسيط |trans_chapter= لأنه غير معروف، ويقترح استخدام |trans-chapter= (help)
43. 1 2  أوياما, غوشو (18 Jul 2007). "File 7. 姉弟". 名探偵 コナン [المحقق Conan]. المحقق كونان (باليابانية). شوغاكوكان. Vol. الإصدار 58. ISBN:978-4-09-121155-2. {{استشهاد بكتاب}}: تجاهل المحلل الوسيط |trans_chapter= لأنه غير معروف، ويقترح استخدام |trans-chapter= (help)
44. ↑  أوياما, غوشو (12 Jan 2008). "File 3. 赤白黄色". 名探偵 コナン [Detective Conan]. Case Closed (باليابانية). شوغاكوكان. Vol. Volume 60. ISBN:978-4-09-121266-5. {{استشهاد بكتاب}}: |المجلد= يحوي نصًّا زائدًا (help) and تجاهل المحلل الوسيط |trans_chapter= لأنه غير معروف، ويقترح استخدام |trans-chapter= (help)
45. ↑  "Detective Conan episode 504" (باليابانية). قناة يوميأوري. Archived from the original on 2016-08-10. Retrieved 2009-12-17.
46. ↑  "Detective Conan Episode 563". قناة يوميأوري. مؤرشف من الأصل في 2017-10-22. اطلع عليه بتاريخ 2010-01-17.
47. ↑  "Detective Conan Episode 668". قناة يوميأوري. مؤرشف من الأصل في 2016-12-11. اطلع عليه بتاريخ 2012-11-13.
48. ↑  "Detective Conan Episode 646". قناة يوميأوري. مؤرشف من الأصل في 1 أكتوبر 2016. اطلع عليه بتاريخ 4 أمارس 2012. {{استشهاد ويب}}: تحقق من التاريخ في: |تاريخ الوصول= (مساعدة)
49. ↑  "Detective Conan Episode 704". قناة يوميأوري. مؤرشف من الأصل في 2018-09-24. اطلع عليه بتاريخ 2013-08-11.
50. ↑  Detective Conan Manga; Chapter 824, page 5
51. ↑  889
52. ↑  Sherry's Soliloquy نسخة محفوظة 6 أبريل 2020 على موقع واي باك مشين.
53. ↑  الحلقة 783
54. ↑  The Scarlet Return - Detective Conan Wiki نسخة محفوظة 28 ديسمبر 2018 على موقع واي باك مشين.
55. ↑  المحقق كونان الحلقة 6. شركة يوميؤوري الإذاعية نسخة محفوظة 31 أغسطس 2017 على موقع واي باك مشين.
56. ↑  "المحقق كونان الحلقة 2". شركة يوميؤوري الإذاعية. مؤرشف من الأصل في 26 سبتمبر 2018. اطلع عليه بتاريخ May 20، 2012. {{استشهاد ويب}}: تحقق من التاريخ في: |تاريخ الوصول= (مساعدة)
57. ↑  معلومات عن سينشي كودو نسخة محفوظة 31 يوليو 2017 على موقع واي باك مشين.
58. ↑  صور + تقرير واضح عن ران موري  نسخة محفوظة 06 سبتمبر 2017 على موقع واي باك مشين.
59. ↑  تقرير عن ران موري نسخة محفوظة 02 أكتوبر 2017 على موقع واي باك مشين.
60. ↑  التقرير الشامل عن موري كوجورو نسخة محفوظة 31 يوليو 2017 على موقع واي باك مشين.
61. ↑  تقرير عن توغو موري النائم نسخة محفوظة 31 يوليو 2017 على موقع واي باك مشين.
62. ↑  تقرير عن سونوكو سوزوكي نسخة محفوظة 11 يونيو 2016 على موقع واي باك مشين. [وصلة مكسورة]
63. ↑  تقرير عن الدكتور اغاسا نسخة محفوظة 31 يوليو 2017 على موقع واي باك مشين.
64. ↑  تقرير عن الدكتور اغاسا + مخترعاته نسخة محفوظة 31 يوليو 2017 على موقع واي باك مشين.
65. ↑  Detective Conan Episode 43. قناة يوميأوري نسخة محفوظة 12 ديسمبر 2016 على موقع واي باك مشين.
66. ↑  Detective Conan, Crime files نسخة محفوظة 06 ديسمبر 2016 على موقع واي باك مشين.
67. ↑  اضخم تقرير عن فرقة المتحرين الصغار نسخة محفوظة 01 أغسطس 2017 على موقع واي باك مشين.
68. ↑  "Police of Japan". National Police Agency. مؤرشف من الأصل في 2008-02-22. اطلع عليه بتاريخ 2008-08-06.
69. ↑  تقرير شامل عن رجال الشرطة في المحقق كونان نسخة محفوظة 20 أكتوبر 2017 على موقع واي باك مشين.
70. ↑  تقرير عن افراد الشرطة في انمي المحقق كونان نسخة محفوظة 20 أكتوبر 2017 على موقع واي باك مشين.
71. 1 2  تقرير كامل عن شرطه مدينه طوكيو في انمي كونان نسخة محفوظة 11 نوفمبر 2013 على موقع واي باك مشين. [وصلة مكسورة]
72. ↑  "Japanese Police". مؤرشف من الأصل في 2012-06-15. اطلع عليه بتاريخ 2009-06-24.
73. ↑  FBI - Detective Conan Couples نسخة محفوظة 07 يناير 2018 على موقع واي باك مشين.
74. ↑  تقرير عن شخصيات الـ FBI نسخة محفوظة 09 مارس 2016 على موقع واي باك مشين.
75. ↑  أكبـر تقرير عن أكاي سويتشي. عميل f.b.i الشخص التي تخشه المنظمة نسخة محفوظة 23 سبتمبر 2015 على موقع واي باك مشين.
76. ↑  "Presence, not Performance". United States Airforce Magazine Online. مؤرشف من الأصل في 2013-08-21. اطلع عليه بتاريخ 2011-04-25.
77. ↑  604
78. ↑  "McLean CDP, Virginia". مكتب تعداد الولايات المتحدة. Retrieved on September 1, 2009. نسخة محفوظة 05 يناير 2012 على موقع واي باك مشين.
79. ↑  Richard A. Best, Jr. (11 ديسمبر 2012). "Director of National Intelligence Statutory Authorities: Status and Proposals" (PDF). Congressional Research Service. مؤرشف من الأصل (PDF) في 2018-09-16. اطلع عليه بتاريخ 2012-09-03.
80. ↑  Adam J. Hebert. "PRESENCE, Not Performance" (PDF). www.afa.org. مؤرشف من الأصل (PDF) في 2013-08-21. اطلع عليه بتاريخ 2011-04-26.
81. ↑  أضخم تقرير عن المنظمة السوداء ! الملف الكامل للمنظمة الغامضة ! نسخة محفوظة 02 سبتمبر 2017 على موقع واي باك مشين.
82. ↑  تقرير عن المنظمة السوداء وعملاء الـFBI نسخة محفوظة 29 يونيو 2017 على موقع واي باك مشين.
83. ↑  تقرير عن المنظمة السوداء نسخة محفوظة 11 نوفمبر 2013 على موقع واي باك مشين. [وصلة مكسورة]
84. ↑  Manga Volume 24، File 10 (241)، page 11: "حلقة رصاصة من الماضي"
85. ↑  "The name comes from Arthur Conan Doyle's earliest notes for A Study in Scarlet، which gave the great detective's name as "Sherrinford Holmes" and that of his medical companion as "Ormond Sacker"." "Sherlockian.Net: William S. Baring-Gould". Chris Redmond. 2010. مؤرشف من الأصل في 2017-03-17. اطلع عليه بتاريخ 2012-01-28.
86. ↑  Manga Volume 26، Files 2-4 (255-257): "School Play Case"
87. ↑  APTX4869 نسخة محفوظة 6 أبريل 2020 على موقع واي باك مشين.
88. ↑  Aoyama, Gosho (7 Sep 2004). "File 2". Case Closed (بالإنجليزية). San Francisco: Viz Media. Vol. 1. p. 54. ISBN:1-59116-327-7.
89. ↑  "Detective Conan episode 2". قناة يوميأوري. مؤرشف من الأصل في 2018-09-26. اطلع عليه بتاريخ 2012-05-20.
90. ↑  Aoyama, Gosho (1 Jul 2005). "File 1". Case Closed (بالإنجليزية). San Francisco: Viz Media. Vol. 6. ISBN:1-59116-838-4.
91. ↑  "Detective Conan episode 43". قناة يوميأوري. مؤرشف من الأصل في 2018-10-10. اطلع عليه بتاريخ 2012-05-20.
92. ↑  Aoyama, Gosho (19 Sep 2006). "File 1". Case Closed (بالإنجليزية). San Francisco: Viz Media. Vol. 13. ISBN:1-4215-0443-X.
93. ↑  "Detective Conan episode 58". قناة يوميأوري. مؤرشف من الأصل في 2016-07-08. اطلع عليه بتاريخ 2012-05-20.
94. ↑  "Head-to-Head Match with the Black Organization/Two Mysteries of the Night of the Full Moon". قاعدة بيانات الأفلام على الإنترنت. مؤرشف من الأصل في 2017-02-10. اطلع عليه بتاريخ 2012-05-20.
95. ↑  Aoyama, Gosho (17 Jul 2007). "File 8". Case Closed (بالإنجليزية). San Francisco: Viz Media. Vol. 18. ISBN:1-4215-0883-4.
96. ↑  Manga Chapter 178: Code Name Sherry
97. ↑  Aoyama, Gosho (3 Nov 2004). "File 7". Case Closed (بالإنجليزية). San Francisco: Viz Media. Vol. 2. ISBN:1-59116-587-3.
98. ↑  Detective Conan,Volume 2: Files 4-7 (013-016)
99. ↑  "Detective Conan The Last Wizard of the Century". قاعدة بيانات الأفلام على الإنترنت. مؤرشف من الأصل في 2017-02-02. اطلع عليه بتاريخ 2012-05-20.
100. ↑  "Detective Conan Magician of the Silver Sky". قاعدة بيانات الأفلام على الإنترنت. مؤرشف من الأصل في 2018-08-08. اطلع عليه بتاريخ 2012-05-20.
101. ↑  "Detective Conan The Lost Ship in the Sky". قاعدة بيانات الأفلام على الإنترنت. مؤرشف من الأصل في 2017-05-20. اطلع عليه بتاريخ 2012-05-20.
102. ↑  "Detective Conan Episode 698". قناة يوميأوري. مؤرشف من الأصل في 2016-12-05. اطلع عليه بتاريخ 2013-08-11.
103. ↑  "Detective Conan Episode 699". قناة يوميأوري. مؤرشف من الأصل في 2018-09-24. اطلع عليه بتاريخ 2013-08-11.
104. ↑  Chapter 813
105. ↑  حلقة 765-766: قضية الطائرات الورقية في نهر تيموزو
106. ↑  Detective Conan,Volume 77: Files 6-8 (812-814)
107. ↑  Detective Conan, File 621.
108. ↑  "Detective Conan episode 508" (باليابانية). قناة يوميأوري. Archived from the original on 2018-01-02. Retrieved 2009-12-17.
109. ↑  Detective Conan,Volume 74: Files 5-7 (778-780)
110. ↑  Detective Conan, Volume 73: Files 6-8 (768-770)
111. ↑  Detective Conan, Volume 92: Files 2-4 (972-974)
112. ↑  Detective Conan,Volume 90: Files 3-5 (951-953)
113. ↑  "Detective Conan Vol. 01" (باليابانية). شوغاكوكان. Archived from the original on 2011-01-02. Retrieved 2009-06-11.
114. ↑  Furukawa، Takuya؛ Gene، Tim (25 مارس 2008). The Case Closed Casebook: An Essential Guide. DH Publishing. ISBN:1-932897-30-5.
115. 1 2  "湘南". شونن سندي الأسبوعية (باليابانية). شوغاكوكان. 1994 (5).
116. ↑  "Detective Conan Official manga website" (باليابانية). شوغاكوكان. Archived from the original on 2018-03-21. Retrieved 2009-06-11.
117. ↑  "Detective Conan manga" (باليابانية). شوغاكوكان. Archived from the original on 2011-01-02. Retrieved 2010-06-04.
118. ↑  "Detective Conan shogakukan.co.jp" (باليابانية). شوغاكوكان. Archived from the original on 2011-01-02. Retrieved 2010-08-20.
119. ↑  "《名侦探柯南》01" [Detective Conan Vol 01] (بالصينية). Changchun Publishing House. Archived from the original on 2011-01-02. Retrieved 2010-12-10.
120. ↑  "Détective Conan" (بالفرنسية). Kana. Archived from the original on 2011-01-02. Retrieved 2010-11-28.
121. ↑  "Detektiv Conan" (بالألمانية). Egmont Manga & Anime. Archived from the original on 2011-01-02. Retrieved 2010-11-28.
122. ↑  "Detektif Conan 57" (بالإندونيسية). Elex Media Komputindo. Archived from the original on 2010-12-09. Retrieved 2010-12-09.
123. ↑  "Salapoliisi Conan" [Detective Conan] (بالفنلندية). Egmont. Archived from the original on 2011-01-02. Retrieved 2010-11-28.
124. ↑  "Shonen Sunday Case Closed". فيز ميديا. مؤرشف من الأصل في 2012-07-31. اطلع عليه بتاريخ 2010-12-03.
125. ↑  "News: Viz to Launch Shonen Sunday Imprint with Rin-ne Manga". شبكة أخبار الأنمي. 8 يوليو 2009. مؤرشف من الأصل في 2019-04-23. اطلع عليه بتاريخ 2010-12-03.
126. 1 2  "Detective Conan staff" (باليابانية). قناة يوميأوري. Archived from the original on 2017-09-03. Retrieved 2009-04-13.
127. ↑  "Detective Conan". طوكيو موفي شينشا. مؤرشف من الأصل في 2011-01-03. اطلع عليه بتاريخ 2010-12-09.
128. ↑  "YTV: Animation on the Web" (باليابانية). Yomiuri Telecasting Corporation. 18 Feb 2010. Archived from the original on 2011-03-29. Retrieved 2011-03-29.
129. ↑  "Detective Conan episode archive" (باليابانية). Yomiuri Telecasting Corporation. Archived from the original on 2019-05-20. Retrieved 2010-12-05.
130. ↑  Case Closed The Movie: The Time Bombed Skyscraper نسخة محفوظة 23 يوليو 2017 على موقع واي باك مشين.
131. ↑  "Detective Conan Movie 23: The Fist of Blue Sapphire Anime Recommendations - Anime-Planet". www.anime-planet.com. مؤرشف من الأصل في 2019-04-22.
132. ↑  "Detective Conan: Junkoku no Nightmare (movie 20)". شبكة أخبار الأنمي. 1 ديسمبر 2015. مؤرشف من الأصل في 2019-04-22. اطلع عليه بتاريخ 2015-12-02.
133. ↑  الفيلم الثامن على قاعدة بيانات الأفلام على الإنترنت
134. ↑  Meitantei Conan: Ginyoku no kijutsushi (2004) - IMDb نسخة محفوظة 7 سبتمبر 2019 على موقع واي باك مشين.
135. ↑  "三代目JSB登坂広臣、劇場版『コナン』で"ソロ初主題歌"最新予告も解禁". ORICON NEWS. مؤرشف من الأصل في 2019-10-22.
136. ↑  "劇場版「コナン」最新作主題歌は登坂広臣のソロプロジェクト！予告編も初披露 : 映画ニュース". 映画.com. مؤرشف من الأصل في 2019-03-27.
137. ↑  "歴代ランキング - CINEMAランキング通信". www.kogyotsushin.com. مؤرشف من الأصل في 2019-12-02. اطلع عليه بتاريخ 2019-09-16.
138. ↑  "Rankings". Comscore, Inc. (بالإنجليزية الأمريكية). Archived from the original on 2019-09-19. Retrieved 2019-09-22.{{استشهاد ويب}}:  صيانة الاستشهاد: BOT: original URL status unknown (link)
139. ↑  "Comscore Worldwide Box office Weekend September 22". مؤرشف من الأصل في 2020-05-26.
140. ↑  "Meitantei Conan: Konjo no Fisuto (2019) - Financial Information". The Numbers. مؤرشف من الأصل في 2019-08-27. اطلع عليه بتاريخ 2019-09-19.
141. ↑  "歴代興収ベスト100" [All-time box office top 100] (باليابانية). Kogyo Tsushinsha. Archived from the original on 2019-12-02. Retrieved 2019-06-09.
142. ↑  "歴代興収ベスト100" [Successive box-office top 100] (باليابانية). Kogyo Tsushinsha. Archived from the original on 2019-12-02. Retrieved 2018-12-28.
143. ↑  "Meitantei Conan: Zero no Shikkônin (2018) - Financial Information". ذي نمبرز. مؤرشف من الأصل في 2019-02-16. اطلع عليه بتاريخ 2019-01-20.
144. ↑  "Detective Conan: Zero the Enforcer Now Becomes 11th Top-Grossing Anime Film of All-Time". Crunchyroll. مؤرشف من الأصل في 2018-06-22. اطلع عليه بتاريخ 2018-06-21.
145. 1 2  "Detective Conan movie 20 box office in japan in its fourth weekend". مؤرشف من الأصل في 2018-07-19. اطلع عليه بتاريخ 2016-05-10.
146. ↑  [Cumulative Box-office earnings, top 100 ranking] (باليابانية). Kogyo Tsushinsha. 6 Aug 2017 http://www.kogyotsushin.com/archives/alltime/. Archived from the original on 2017-08-08. Retrieved 2017-08-25. {{استشهاد ويب}}: |trans-title= بحاجة لـ |title= أو |script-title= (help), |مسار= بحاجة لعنوان (help), and الوسيط |عنوان أجنبي= and |عنوان مترجم= تكرر أكثر من مرة (help)
147. ↑  "Detective Conan: The Darkest Nightmare Film Earns 5 Billion Yen, Sets Franchise Record". شبكة أخبار الأنمي. 9 مايو 2016. مؤرشف من الأصل في 2019-05-20. اطلع عليه بتاريخ 2016-05-15.
148. ↑  "WOKJ Weekend Box office". مؤرشف من الأصل في 2018-07-19. اطلع عليه بتاريخ 2016-05-24.
149. ↑  "فيديو: ثاني عرض ترويجي لفيلم "المحقق كونان" الحادي والعشرون". كرانشي رول. مؤرشف من الأصل في 2018-07-19. اطلع عليه بتاريخ 2017-3-14.
150. ↑  "21st Detective Conan Film Features Heiji Hattori, Kazuha Toyama". شبكة أخبار الأنمي. 25 نوفمبر 2016. مؤرشف من الأصل في 2019-05-27. اطلع عليه بتاريخ 2016-11-28.
151. 1 2  21st Detective Conan Film Features Heiji Hattori, Kazuha Toyama - News - Anime News Network نسخة محفوظة 10 ديسمبر 2017 على موقع واي باك مشين.
152. 1 2  Crunchyroll - 21st "Detective Conan" Movie Gets Title, Release Date نسخة محفوظة 09 أغسطس 2017 على موقع واي باك مشين.
153. ↑  "Detective Conan: Crimson Love Letter Box Office Mojo Listing". بوكس أوفيس موجو. 4 مايو 2017. مؤرشف من الأصل في 2018-07-19. اطلع عليه بتاريخ 2017-06-11.
154. ↑  "Detective Conan: Zero The Enforcer". بوكس أوفيس موجو. مؤرشف من الأصل في 2018-12-01. اطلع عليه بتاريخ 2018-11-19.
155. 1 2  "MEITANTEI CONAN: GOKA NO HIMAWARI". بوكس أوفيس موجو. مؤرشف من الأصل في 2018-07-19. اطلع عليه بتاريخ 2015-05-15.
156. 1 2  "اليابانية Box Office، June 14-15". شبكة أخبار الأنمي. 23 يونيو 2014. مؤرشف من الأصل في 2020-02-27. اطلع عليه بتاريخ 2014-06-24.
157. 1 2  ""Private Eye in the Distant Sea" Becomes Highest Grossing "Detective Conan" Film". crunchyroll. 11 يونيو 2013. مؤرشف من الأصل في 2018-09-07. اطلع عليه بتاريخ 2013-06-12.
158. ↑  Detective Conan: The Raven Chaser (movie 13) نسخة محفوظة 09 يوليو 2017 على موقع واي باك مشين.
159. ↑  "Highest grossing movies of 1998 in Japan" (باليابانية). Motion Picture Producers Association of Japan. Archived from the original on 2009-12-15. Retrieved 2008-05-13.
160. ↑  Detective Conan: The Scarlet Bullet - Meitantei Conan - Image #2779301 - Zerochan Anime Image Board نسخة محفوظة 5 ديسمبر 2019 على موقع واي باك مشين.
161. ↑   https://web.archive.org/web/20191205132339/https://cdn.discordapp.com/attachments/359319239741538304/651288513278378014/U3pWLAfgorQemT4.png. مؤرشف من الأصل في 2019-12-05. {{استشهاد ويب}}: الوسيط |title= غير موجود أو فارغ (مساعدة)
162. 1 2  Crunchyroll - The Akai Family Unites in Detective Conan: The Scarlet Bullet Film Teaser Trailer نسخة محفوظة 5 ديسمبر 2019 على موقع واي باك مشين.
163. ↑  24th Detective Conan Movie 'The Scarlet Bullet' Premieres in April 2020 - MyAnimeList.net نسخة محفوظة 19 ديسمبر 2019 على موقع واي باك مشين.
164. ↑  الفيلم الاول على قاعدة بيانات الأفلام على الإنترنت
165. 1 2  الفيلم الثاني على قاعدة بيانات الأفلام على الإنترنت
166. ↑  الفيلم الثالث نسخة محفوظة 17 ديسمبر 2019 على موقع واي باك مشين.
167. ↑  الفيلم الرابع نسخة محفوظة 27 فبراير 2014 على موقع واي باك مشين.
168. ↑  الفيلم الخامس نسخة محفوظة 17 ديسمبر 2019 على موقع واي باك مشين.
169. ↑  العد التنازلي بدأ! 🕒 فيلم كونان الخامس مدبلج بالعربية، مؤرشف من الأصل في 2024-03-30، اطلع عليه بتاريخ 2023-05-27
170. ↑  الفيلم السادس نسخة محفوظة 17 ديسمبر 2019 على موقع واي باك مشين.
171. ↑   نسخة محفوظة 2023-05-27 على موقع واي باك مشين.
172. ↑  الفيلم السابع على قاعدة بيانات الأفلام على الإنترنت
173. ↑  المقدمة الرسمية لفيلم المحقق كونان 7 بالدبلجة العربية، مؤرشف من الأصل في 2023-06-01، اطلع عليه بتاريخ 2023-05-27
174. ↑  "名探偵コナン 銀翼の奇術師" [Detective Conan: Magician of the Silver Sky] (باليابانية). Stingray Co. Ltd. Archived from the original on 2018-09-07. Retrieved 2010-09-25.
175. ↑  الفيلم التاسع على قاعدة بيانات الأفلام على الإنترنت
176. ↑  الفيلم العاشر نسخة محفوظة 6 أبريل 2020 على موقع واي باك مشين.
177. ↑  الفيلم الحادي عشر على قاعدة بيانات الأفلام على الإنترنت
178. ↑  الفيلم الثاني عشر نسخة محفوظة 26 مارس 2020 على موقع واي باك مشين.
179. ↑  "名探偵コナン 漆黒の追跡者" [Detective Conan: The Raven Chaser] (باليابانية). توهو. Archived from the original on 2010-09-25. Retrieved 2010-09-25.
180. ↑  "名探偵コナン 天空の難破船" [Detective Conan: The Lost Ship in the Sky] (باليابانية). توهو. Archived from the original on 2010-09-25. Retrieved 2010-09-25.
181. ↑  "名探偵コナン 沈黙の15分（クォーター） OFFICIAL SITE" (باليابانية). Archived from the original on 2019-04-12. Retrieved 2010-12-04.
182. ↑  "16th Detective Conan Anime Feature to Open in April". شبكة أخبار الأنمي. مؤرشف من الأصل في 2019-05-22. اطلع عليه بتاريخ 2011-11-18.
183. ↑  "2013's Detective Conan/Case Closed Movie Revealed". شبكة أخبار الأنمي. 16 نوفمبر 2012. مؤرشف من الأصل في 2019-05-22. اطلع عليه بتاريخ 2012-11-24.
184. ↑  Detective Conan: Ijigen no Sniper Film Opens in April 2013 نسخة محفوظة 22 ديسمبر 2017 على موقع واي باك مشين.
185. ↑  
"First Official Infos about Movie 19 Revealed! [DCTP] Detective Conan Translation Project". مؤرشف من الأصل في 2018-09-07. اطلع عليه بتاريخ 2014-12-02.
186. ↑  "20th Detective Conan Film's Title, Visual, Story Unveiled". شبكة أخبار الأنمي. 1 ديسمبر 2015. مؤرشف من الأصل في 2019-03-05. اطلع عليه بتاريخ 2015-12-02.
187. 1 2  "湘南". شونن سندي الأسبوعية (بيابانية). شوغاكوكان. 2004 (14).{{استشهاد بدورية محكمة}}:  صيانة الاستشهاد: لغة غير مدعومة (link)
188. 1 2  "湘南". شونن سندي الأسبوعية (بيابانية). شوغاكوكان. 2000 (46).{{استشهاد بدورية محكمة}}:  صيانة الاستشهاد: لغة غير مدعومة (link)
189. ↑  "21st Detective Conan Film Sells Record 5 Million Tickets for 6.5 Billion Yen". شبكة أخبار الأنمي. 6 يونيو 2017. مؤرشف من الأصل في 2019-04-13. اطلع عليه بتاريخ 2017-07-31.
190. ↑  "Detective Conan Detective Conan: Zero's Executioner (movie 22)". شبكة أخبار الأنمي. 29 نوفمبر 2017. مؤرشف من الأصل في 2019-04-23. اطلع عليه بتاريخ 2017-11-29.
191. ↑  ""Detective Conan" 22nd Film "Zero's Executioner" Set for April 13, 2018". كرانشي رول. 29 نوفمبر 2017. مؤرشف من الأصل في 2018-08-31. اطلع عليه بتاريخ 2017-11-29.
192. ↑  "劇場版『名探偵コナン ゼロの執行人』 11月9日より中国で劇場公開！" (Press release). トムス・エンタテインメント. 7 نوفمبر 2018. مؤرشف من الأصل في 2019-12-17. اطلع عليه بتاريخ 2018-11-15.
193. ↑  相良智弘 (7 نوفمبر 2018). "4D、ScreenX 、IMAX─シネコンで存在感増すスペシャルスクリーン". ムビコレ. 有限会社キッチュ. مؤرشف من الأصل في 2018-11-15. اطلع عليه بتاريخ 2018-11-15.
194. ↑  梅山富美子 (6 نوفمبر 2018). "『コード・ブルー』実写邦画歴代5位に！92億超え". シネマトゥデイ. مؤرشف من الأصل في 2018-11-28. اطلع عليه بتاريخ 2018-11-28.
195. ↑  大内啓輔 (7 نوفمبر 2018). "コナン『ゼロの執行人』中国で劇場公開がスタート！". シネマトゥデイ. مؤرشف من الأصل في 2018-11-28. اطلع عليه بتاريخ 2018-11-28.
196. ↑  梅山富美子 (16 نوفمبر 2018). "コナン『ゼロの執行人』全世界で110億円超えの大ヒット！". シネマトゥデイ. مؤرشف من الأصل في 2019-04-01. اطلع عليه بتاريخ 2018-11-28.
197. ↑  World of KJ - View topic - Japan Box Office: Weekday Estimates (08/27-31) نسخة محفوظة 28 أغسطس 2018 على موقع واي باك مشين.
198. ↑   https://web.archive.org/web/20190509110841/http://contents.xj-storage.jp/xcontents/AS05040/bc952bd0/e03c/4853/8085/7e67a021c8fc/20180723142256404s.pdf. مؤرشف من الأصل (PDF) في 2019-05-09. {{استشهاد ويب}}: الوسيط |title= غير موجود أو فارغ (مساعدة)
199. ↑  劇場版名探偵コナン【公式】 on Twitter: "【謝罪】 まもなく発表予定となっておりました 劇場版『#名探偵コナン 2019』の 青山剛昌先生によるポスタービジュアルが #怪盗キッド に盗まれました。 スタッフ一同、心からお詫び申し上げます。 詳細は公式サイトをご確認ください。 https://t.co/p22geoJIXc #イラスト盗難... نسخة محفوظة 17 ديسمبر 2019 على موقع واي باك مشين.
200. ↑  أرباح الفلم 23 من المحقق كونان تتخطى الفلم 22 | Anime Update نسخة محفوظة 15 ديسمبر 2019 على موقع واي باك مشين.
201. ↑  "Weathering With You Film Tops Japan's Box Office in 2019" [en] (بالإنجليزية). Archived from the original on 2019-12-31. Retrieved 2019-12-31.
202. ↑  "24th Detective Conan Movie Confirms Title and Premiere Date! / Anime News / TOM Shop: Figures & Merch From Japan" [en]. مؤرشف من الأصل في 2019-12-24. اطلع عليه بتاريخ 2020-04-20.
203. ↑  "Detective Conan: nel 2020 arriverà un nuovo film" (بالإيطالية). Archived from the original on 2020-06-09. Retrieved 2020-10-12. {{استشهاد ويب}}: تجاهل المحلل الوسيط |accesso= لأنه غير معروف، ويقترح استخدام |access-date= (help) and تجاهل المحلل الوسيط |data= لأنه غير معروف، ويقترح استخدام |date= (help)
204. ↑  "Detective Conan: The Scarlet Bullet, rivelata la data di uscita del 24° film della saga" (بالإيطالية). Archived from the original on 2020-06-09. Retrieved 2020-10-12. {{استشهاد ويب}}: تجاهل المحلل الوسيط |accesso= لأنه غير معروف، ويقترح استخدام |access-date= (help) and تجاهل المحلل الوسيط |data= لأنه غير معروف، ويقترح استخدام |date= (help)
205. ↑  "Detective Conan Hiiro no Dangan: la famiglia Akai nel trailer del nuovo film" (بالإيطالية). Archived from the original on 2020-06-09. Retrieved 2020-10-12. {{استشهاد ويب}}: تجاهل المحلل الوسيط |accesso= لأنه غير معروف، ويقترح استخدام |access-date= (help) and تجاهل المحلل الوسيط |data= لأنه غير معروف، ويقترح استخدام |date= (help)
206. ↑  "Detective Conan, Tsugumomo e Crayon Shin-chan: nuovi trailer" (بالإيطالية). Archived from the original on 2020-03-01. Retrieved 2020-10-12. {{استشهاد ويب}}: تجاهل المحلل الوسيط |accesso= لأنه غير معروف، ويقترح استخدام |access-date= (help) and تجاهل المحلل الوسيط |data= لأنه غير معروف، ويقترح استخدام |date= (help)
207. ↑  "Lupin the 3rd vs Detective Conan: The Movie opens in December". شبكة أخبار الأنمي. 19 أبريل 2013. مؤرشف من الأصل في 2019-05-19. اطلع عليه بتاريخ 2013-11-03.
208. 1 2  "Shōnen Sunday list" (باليابانية). Aga-search.com. Archived from the original on 23 أبريل 2016. Retrieved 8 أمارس 2010. {{استشهاد ويب}}: تحقق من التاريخ في: |تاريخ الوصول= (help)
209. 1 2  "湘南". شونن سندي الأسبوعية (بيابانية). شوغاكوكان. 2002 (7).{{استشهاد بدورية محكمة}}:  صيانة الاستشهاد: لغة غير مدعومة (link)
210. 1 2  "湘南". شونن سندي الأسبوعية (بيابانية). شوغاكوكان. 2003 (12).{{استشهاد بدورية محكمة}}:  صيانة الاستشهاد: لغة غير مدعومة (link)
211. ↑  Detective Conan OVA 05: The Target is Kogoro! The Detective Boys' Secret Investigation - MyAnimeList.net نسخة محفوظة 20 فبراير 2016 على موقع واي باك مشين.
212. 1 2  "湘南". شونن سندي الأسبوعية (بيابانية). شوغاكوكان. 2006 (15).{{استشهاد بدورية محكمة}}:  صيانة الاستشهاد: لغة غير مدعومة (link)
213. ↑  "湘南". شونن سندي الأسبوعية (بيابانية). شوغاكوكان. 2007 (15).{{استشهاد بدورية محكمة}}:  صيانة الاستشهاد: لغة غير مدعومة (link)
214. 1 2  "湘南". شونن سندي الأسبوعية (بيابانية). شوغاكوكان. 2008 (15).{{استشهاد بدورية محكمة}}:  صيانة الاستشهاد: لغة غير مدعومة (link)
215. 1 2  "湘南". شونن سندي الأسبوعية (بيابانية). شوغاكوكان. 2009 (20).{{استشهاد بدورية محكمة}}:  صيانة الاستشهاد: لغة غير مدعومة (link)
216. ↑  "New Conan vs. Kaitō Kid story in mail-away offer to readers". شبكة أخبار الأنمي. مؤرشف من الأصل في 2019-05-21. اطلع عليه بتاريخ 2010-06-17.
217. ↑  "『名探偵コナン』特製DVD ～ロンドンからの㊙指令～特製DVD ～ロンドンからの㊙指令～" [Detective Conan Special DVD: The Secret Order from London] (باليابانية). شوغاكوكان. Archived from the original on 2011-04-14. Retrieved 2011-04-14.
218. ↑  "『名探偵コナン』特製DVD ～ロンドンからの㊙指令～特製DVD ～ロンドンからの㊙指令～" [Detective Conan Special DVD: The Secret Order from London] (باليابانية). شوغاكوكان. Archived from the original on 2011-04-14. Retrieved 2011-04-14.
219. ↑  Detective Conan OVA 12: The Miracle of Excalibur - MyAnimeList.net نسخة محفوظة 20 فبراير 2016 على موقع واي باك مشين.
220. ↑  Detective Conan OVA 12: The Miracle of Excalibur نسخة محفوظة 20 فبراير 2016 على موقع واي باك مشين.
221. ↑  Detective Conan: Black History نسخة محفوظة 20 ديسمبر 2016 على موقع واي باك مشين.
222. 1 2  "Lupin the 3rd vs Detective Conan" (باليابانية). شبكة تلفزيون نيبون. Archived from the original on 2011-01-07. Retrieved 2009-01-30.
223. ↑  Fugitive: Kogoro Mouri نسخة محفوظة 10 سبتمبر 2017 على موقع واي باك مشين.
224. ↑  
Gyssler، Garrett. "Detective Conan: The Fugitive Kogorou Mouri - MyAnimeList.net". مؤرشف من الأصل في 2017-02-02. اطلع عليه بتاريخ 2014-10-04.
225. ↑  
"【先行公開】アニメ「名探偵コナン　江戸川コナン失踪事件～史上最悪の二日間～」PV - YouTube". مؤرشف من الأصل في 2019-04-22. اطلع عليه بتاريخ 2014-10-04.
226. ↑  
"Crunchyroll - VIDEO: "The Disappearance of Conan Edogawa: The Worst Two Days in History " Anime Special Preview". مؤرشف من الأصل في 2017-02-02. اطلع عليه بتاريخ 2014-10-04.
227. ↑  
"Mai Kuraki Sings Theme for Detective Conan's 20th Anniversary Special - News - شبكة أخبار الأنمي". مؤرشف من الأصل في 2019-05-23. اطلع عليه بتاريخ 2014-10-04.
228. ↑  
"The Disappearance of Edogawa Conan TV Special in December، Mai Kuraki Providing Theme  [DCTP] Detective Conan Translation Project". مؤرشف من الأصل في 2016-10-12. اطلع عليه بتاريخ 2014-10-04.
229. ↑  "小栗旬でコナン初実写！アニメ１０周年企画で秋にドラマ化：芸能：スポーツ報知" (باليابانية). Yomiuri. 12 Jul 2006. Archived from the original on 2006-07-21. Retrieved 2006-08-21.
230. ↑  "Detective Conan: Shinichi Kudo's Written Challenge official website date" (باليابانية). قناة يوميأوري. Archived from the original on 2008-12-17. Retrieved 2011-03-29.
231. ↑  "Detective Conan Drama 2 DVD" (باليابانية). اتش ام في. Archived from the original on 2011-03-31. Retrieved 2011-03-31.
232. ↑  "Detective Conan Drama 2 DVD" (باليابانية). اتش ام في. Archived from the original on 2011-03-31. Retrieved 2011-03-31.
233. ↑  "Detective Conan: Shinichi Kudo's Written Challenge official website plot" (باليابانية). Yomiuri Telecasting Corporation. Archived from the original on 2006-07-15. Retrieved 2011-03-29.
234. ↑  "溝端淳平、実写版SPドラマ『名探偵コナン』で"2代目"工藤新一役に抜擢" [Mizohata Juntaira, Detective Conan TV Live action drama, Junpei Mizobata chosen as second generation Kudo] (باليابانية). أوريكون. 9 Feb 2011. Archived from the original on 2011-06-02. Retrieved 2011-06-02.
235. ↑  "Detective Conan Drama 4 official website" (باليابانية). قناة يوميأوري. Archived from the original on 2018-09-26. Retrieved 2012-07-27.
236. ↑  "溝端淳平、実写版SPドラマ『名探偵コナン』で"2代目"工藤新一役に抜擢" [Mizohata Juntaira، Detective Conan TV Live action drama، Junpei Mizobata chosen as second generation Kudo] (باليابانية). أوريكون. 9 Feb 2011. Archived from the original on 2011-06-02. Retrieved 2011-06-02.
237. ↑  "Kudo Shinichi he no Chosenjo episode 1" (باليابانية). Yomiuri Telecasting Corporation. Archived from the original on 2019-04-02. Retrieved 2011-07-11.
238. ↑  "Kudo Shinichi he no Chosenjo episode 13" (باليابانية). Yomiuri Telecasting Corporation. Archived from the original on 2019-04-02. Retrieved 2011-10-09.
239. 1 2  "Meitantei Conan: Chika". غيم سبوت. مؤرشف من الأصل في 2011-01-02. اطلع عليه بتاريخ 2010-02-03.
240. ↑  "名探偵コナン 最高の相棒" [Detective Conan: Best Partner] (باليابانية). بانداي. Archived from the original on 2012-02-24. Retrieved 2010-02-03.
241. ↑  "名探偵コナン 大英帝国の遺産" [Detective Conan: Legacy of the British Empire] (باليابانية). بانداي. Archived from the original on 2011-01-02. Retrieved 2010-02-03.
242. ↑  "名探偵コナン 〜夕暮れの皇女〜" [المحقق كونان: أميرة الغسق] (باليابانية). باندايi. Archived from the original on 2011-01-02. Retrieved 2010-02-03.
243. ↑  "Detective Conan: Detective Trainer". آي جي إن. مؤرشف من الأصل في 2020-02-27. اطلع عليه بتاريخ 2010-02-03.
244. ↑  "Detective Conan 1: Kakakuri Jin Satsujin Jiken". آي جي إن. مؤرشف من الأصل في 2012-03-07. اطلع عليه بتاريخ 2010-02-03.
245. ↑  "Meitantei Conan: Nerai Wareta Tantei". آي جي إن. مؤرشف من الأصل في 2012-03-07. اطلع عليه بتاريخ 2010-02-03.
246. ↑  "Detective Conan Original Soundtrack 1". CdJapan. مؤرشف من الأصل في 2011-06-23. اطلع عليه بتاريخ 2010-02-07.
247. ↑  "Detective Conan original soundtrack information" (باليابانية). Neowing.co.jp. Archived from the original on 2012-10-13. Retrieved 2010-11-27.
248. ↑  "Detective Conan Original Soundtrack 3". CdJapan.co.jp. مؤرشف من الأصل في 2011-06-23. اطلع عليه بتاريخ 2010-10-02.
249. ↑  "｢名探偵コナン｣オリジナル・サウンドトラック 4〜急げ!少年探偵団〜" [Detective Conan Original Soundtrack 4 (Let's Go! Detective Boys)] (باليابانية). إم إس إن. Archived from the original on 2011-01-02. Retrieved 2010-11-28.
250. ↑  "Detective Conan Soundtrack Best". CdJapan.co.jp. مؤرشف من الأصل في 2011-06-23. اطلع عليه بتاريخ 2010-10-02.
251. ↑  "名探偵コナンオリジナル サウンドトラック スーパーベスト 2" [Detective Conan: Original Soundtrack Super Best 2] (باليابانية). مجموعة يونيفرسال الموسيقية. Archived from the original on 2011-01-03. Retrieved 2010-11-28.
252. ↑  "Detective Conan TV Original Soundtrack Selection Best". Neowing.co.jp. مؤرشف من الأصل في 2012-10-13. اطلع عليه بتاريخ 2010-11-28.
253. ↑  "胸がドキドキ (Single)" [My Heart Pounds] (باليابانية). Amazon.co.jp. Archived from the original on 2011-01-02. Retrieved 2010-12-02.
254. ↑  "Feel your Heart (Single)" (باليابانية). Amazon.co.jp. Archived from the original on 2011-01-02. Retrieved 2010-12-02.
255. ↑  "Step by Step (Single)" (باليابانية). Amazon.co.jp. Archived from the original on 2011-01-02. Retrieved 2010-12-02.
256. ↑  "迷宮のラヴァーズ (Single)" [Lovers of Labyrinth] (باليابانية). Amazon.co.jp. Archived from the original on 2011-01-02. Retrieved 2010-12-02.
257. ↑  "Happy Birthday (Single)" (باليابانية). Amazon.co.jp. Archived from the original on 2015-05-10. Retrieved 2010-12-02.{{استشهاد ويب}}:  صيانة الاستشهاد: BOT: original URL status unknown (link)
258. ↑  "Detective Conan Theme Songs" (باليابانية). Being Incorporated. Archived from the original on 2011-01-02. Retrieved 2010-05-15.
259. ↑  "ぼくがいる〜TVアニメ｢名探偵コナン｣イメージソングアルバム" [Detective Conan Image Song Album] (باليابانية). Amazon.co.jp. Archived from the original on 2011-01-02. Retrieved 2010-09-25.
260. ↑  "名探偵コナン・キャラクター・ソング集 帝丹小学校に全員集合!!" [Detective Conan All Character Best Songs in School] (باليابانية). Amazon.co.jp. Archived from the original on 2011-01-02. Retrieved 2010-09-25.
261. ↑  "名探偵コナン ： 謎の「黒ずくめ」に迫る新章開幕　豪華オールスターで" (باليابانية). Mantan Web. 23 May 2012. Archived from the original on 2012-11-02. Retrieved 2013-11-28.
262. ↑  "2008's Top-Selling Manga in Japan، #1–25". شبكة أخبار الأنمي. 19 ديسمبر 2008. مؤرشف من الأصل في 2019-03-30. اطلع عليه بتاريخ 2010-10-18.
263. ↑  "Top-Selling Manga in Japan by Volume: 1st Half of 2010". شبكة أخبار الأنمي. 2 يونيو 2010. مؤرشف من الأصل في 2019-03-30. اطلع عليه بتاريخ 2010-10-18.
264. ↑  "小学館漫画賞: 歴代受賞者" [Shogakukan Manga Award: Winners] (باليابانية). Shogakukan. Archived from the original on 2011-01-02. Retrieved 2009-12-17.
265. ↑  "【男性編】最終回を迎えてほしくないマンガランキング" [(Men's Edition) Which do you not want to see end Manga Poll] (باليابانية). COBS online. 22 Jan 2011. Archived from the original on 2011-01-23. Retrieved 2011-01-23.
266. ↑  "【女性編】最終回を迎えてほしくないマンガランキング" [(Women's Edition) Which do you not want to see end Manga Poll] (باليابانية). COBS online. 22 Jan 2011. Archived from the original on 2011-01-23. Retrieved 2011-01-23.
267. ↑  "Japanese Anime TV Ranking، April 23–29". شبكة أخبار الأنمي. 8 مايو 2007. مؤرشف من الأصل في 2019-05-25. اطلع عليه بتاريخ 2010-12-07.
268. ↑  "Japanese Anime TV Ranking، November 22–28". شبكة أخبار الأنمي. 5 ديسمبر 2010. مؤرشف من الأصل في 2019-04-22. اطلع عليه بتاريخ 2010-12-07.
269. ↑  "第19回アニメグランプリ" [19th Annual Anime Grand Prix]. أنميج (باليابانية). Jun 1997. Archived from the original on 2011-01-02. Retrieved 2010-10-16.
270. ↑  "第20回アニメグランプリ" [20th Annual Anime Grand Prix]. Animage (باليابانية). Jun 1998. Archived from the original on 2011-01-02. Retrieved 2010-10-16.
271. ↑  "第21回アニメグランプリ" [21st Annual Anime Grand Prix]. Animage (باليابانية). Jun 1999. Archived from the original on 2011-01-02. Retrieved 2010-10-16.
272. ↑  "第22回アニメグランプリ" [22nd Annual Anime Grand Prix]. Animage (باليابانية). Jun 2000. Archived from the original on 2011-01-02. Retrieved 2010-10-16.
273. ↑  "第23回アニメグランプリ" [23rd Annual Anime Grand Prix]. Animage (باليابانية). Jun 2001. Archived from the original on 2011-01-02. Retrieved 2010-10-16.
274. ↑  "第24回アニメグランプリ" [24th Annual Anime Grand Prix]. Animage (باليابانية). Jun 2002. Archived from the original on 2011-01-02. Retrieved 2010-10-16.
275. ↑  "TV Asahi Top 100 anime 2005" (باليابانية). تلفزيون أساهي. Archived from the original on 2006-08-11. Retrieved 2010-10-09.
276. ↑  "TV Asahi Top 100 Anime (Part 2)". شبكة أخبار الأنمي. 23 سبتمبر 2005. مؤرشف من الأصل في 2019-04-22. اطلع عليه بتاريخ 2009-12-29.
277. ↑  "TV Asahi Top 100 anime 2006" (باليابانية). تلفزيون أساهي. Archived from the original on 2010-10-11. Retrieved 2010-10-09.
278. ↑  "Tokyo Anime Fair: Award Winners". شبكة أخبار الأنمي. 27 مارس 2006. مؤرشف من الأصل في 2019-05-21. اطلع عليه بتاريخ 2009-12-17.
279. ↑  "Tokikake Wins "Animation of the Year" at Japanese Academy Awards". شبكة أخبار الأنمي. 20 فبراير 2007. مؤرشف من الأصل في 2019-05-21. اطلع عليه بتاريخ 2010-12-20.
280. ↑  "Tekkonkinkreet Wins Japan's Academy Award for Animation". شبكة أخبار الأنمي. 15 فبراير 2008. مؤرشف من الأصل في 2019-03-05. اطلع عليه بتاريخ 2010-12-20.
281. ↑  "Ponyo، DMC Won Japan Academy Awards on Friday". شبكة أخبار الأنمي. 23 فبراير 2009. مؤرشف من الأصل في 2018-12-14. اطلع عليه بتاريخ 2010-12-20.
282. ↑  "Summer Wars Wins Japan Academy's Animation of the Year". شبكة أخبار الأنمي. 5 أمارس 2010. مؤرشف من الأصل في 9 مايو 2019. اطلع عليه بتاريخ 19 مارس 2011. {{استشهاد ويب}}: تحقق من التاريخ في: |تاريخ= (مساعدة)
283. ↑  "Colorful، Arrietty، One Piece Earn Japan Academy Nods". شبكة أخبار الأنمي. 17 ديسمبر 2010. مؤرشف من الأصل في 2019-04-23. اطلع عليه بتاريخ 2010-12-20.
284. ↑  "Detective Conan Helps Kids Fight Crime". شبكة أخبار الأنمي. 18 سبتمبر 2006. مؤرشف من الأصل في 2011-01-02. اطلع عليه بتاريخ 2010-10-16.
285. ↑  "Japanese Government Hires Detective Conan for PR Campaign". شبكة أخبار الأنمي. 9 أبريل 2007. مؤرشف من الأصل في 2011-01-02. اطلع عليه بتاريخ 2010-10-16.
286. ↑  "名探偵コナン-外務省を探る-" [Detective Conan Investigates the Ministry of Foreign Affairs] (باليابانية). وزارة الخارجية اليابانية. Archived from the original on 2011-01-02. Retrieved 2010-01-28.
287. ↑  "Japan Hires Detective Conan to Introduce World Summit". شبكة أخبار الأنمي. 8 أبريل 2008. مؤرشف من الأصل في 2011-01-02. اطلع عليه بتاريخ 2010-10-16.
288. ↑  "名探偵コナン-サミットガイド-" [Detective Conan – Guide to Summit] (باليابانية). وزارة الخارجية اليابانية. Archived from the original on 2011-01-02. Retrieved 2010-01-28.
289. ↑  "Japanese Tottori: City Detective smartphone bold Conan". Blog. October-2012. مؤرشف من الأصل في 15 مارس 2016. اطلع عليه بتاريخ 8 يونيو 2013. {{استشهاد بخبر}}: تحقق من التاريخ في: |تاريخ= (مساعدة)
290. ↑  "Gosho Aoyama's Profile" (باليابانية). Conan-Town.jp. Archived from the original on 2016-11-03. Retrieved 2011-03-19.
291. ↑  "Aoyama World" (باليابانية). Conan-Town.jp. Archived from the original on 2016-11-05. Retrieved 2011-03-19.
292. ↑  "工藤新一の像" [Shinichi Kudo Statue] (باليابانية). Conan-Town.jp. Archived from the original on 2016-11-03. Retrieved 2010-01-28.
293. ↑  "コナンの像" [Conan Statue] (باليابانية). Conan-Town.jp. Archived from the original on 2016-11-03. Retrieved 2010-01-28.
294. ↑  "大栄小学校" [Taiei Elementary] (باليابانية). Conan-Town.jp. Archived from the original on 2016-11-03. Retrieved 2010-01-28.
295. ↑  
"Case Closed: Season Five by Funimation Prod, DVD, Barnes & Noble". مؤرشف من الأصل في 2016-01-30. اطلع عليه بتاريخ 2014-10-11.
296. ↑  "Crunchyroll - Crunchyroll Adds "Case Closed" to Anime Simulcasts". مؤرشف من الأصل في 2019-04-10. اطلع عليه بتاريخ 2014-10-11.
297. ↑  
"Episode 754 is now available on Crunchyroll [DCTP] Detective Conan Translation Project". مؤرشف من الأصل في 2020-02-27. اطلع عليه بتاريخ 2014-10-22. {{استشهاد ويب}}: |archive-date= / |archive-url= timestamp mismatch (مساعدة)
298. ↑  Detective Conan de./21591.htm نسخة محفوظة 13 فبراير 2014 على موقع واي باك مشين. [وصلة مكسورة]
299. ↑  FUNimation renames Conan نسخة محفوظة 14 يونيو 2017 على موقع واي باك مشين.
300. ↑  Keane، Michael (14 ديسمبر 2007). Created in China: the great new leap forward. روتليدج. ISBN:978-0-415-41614-6.
301. ↑  "Détective Conan (TV)". شبكة أخبار الأنمي.com (بالإنجليزية). Archived from the original on 2019-11-12. Retrieved 2012-08-25.
302. ↑  Tottori, Conan town نسخة محفوظة 20 ديسمبر 2017 على موقع واي باك مشين.
303. ↑  "Conan Town | Tadaimatte". مؤرشف من الأصل في 2018-10-10. اطلع عليه بتاريخ 2014-05-27.
304. ↑  موقع مدينة كونان. نسخة محفوظة 20 ديسمبر 2017 على موقع واي باك مشين.
305. ↑  مجموعة طوابع بريدية أصدرت عام 1996 وهي موجودة في الكاتالوج العالمي للطوابع من موقع كولنيكت، تاريخ الولوج 31 تشرين الأول 2013.
306. ↑  بعض من إصدارات الطوابع على موقع مسومس للأنمي، تاريخ الولوج 31 تشرين الأول 2013. نسخة محفوظة 03 ديسمبر 2016 على موقع واي باك مشين.
307. ↑  "Detective Conan Special Stamp Collection" (باليابانية). Japan Post. Archived from the original on 2010-12-08. Retrieved 2010-12-08.
308. ↑  موقع صيني يعرض الطوابع الصينية، تاريخ الولوج 3 تشرين الثاني 2013. نسخة محفوظة 21 يونيو 2017 على موقع واي باك مشين.

## وصلات خارجية
لا توجد روابط لمواقع التواصل الاجتماعي.

المانغا
- موقع شوغاكوكان الرسمي لقائمة مجلدات المحقق كونان. (باليابانية)
- قائمة مجلدات المحقق كونان في شبكة أخبار الأنمي. (بالإنجليزية)

الأنمي
- الموقع الرسمي لموقع YTV لأنمي المحقق كونان. (باليابانية).
- أنمي المحقق كونان في شبكة أخبار الأنمي. (بالإنجليزية)
- الموقع الرسمي لفلم المتحري كونان. (باليابانية).
- المحقق كونان على قاعدة بيانات الانمي العربية (بالعربية)

الدراما
- موقع YTV لمسلسل دراما المحقق كونان. (باليابانية)